# Carl Gustav Carus

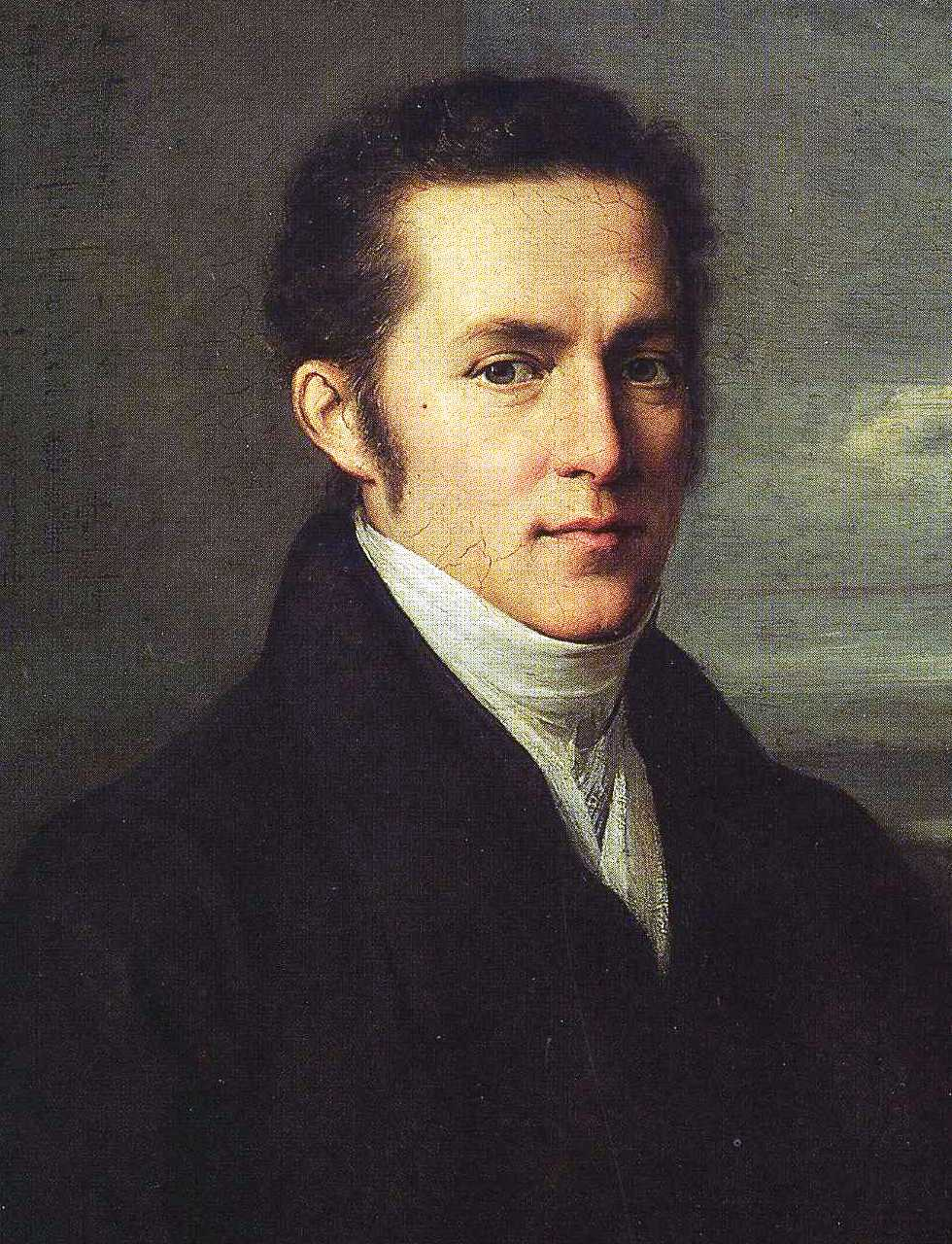
Carl Gustav Carus por Johann Carl Rössler

Carl Gustav Carus (3 de janeiro de 1789 - 28 de julho de 1869) foi um médico fisiologista alemão e pintor, nascido em Leipzig, que desempenhou vários papéis durante a era romântica. Um amigo de Johann Wolfgang von Goethe, ele era um homem de muitos dons: um médico, um naturalista, um cientista, um psicólogo e um pintor de paisagens que estudou com Caspar David Friedrich. Ele foi agraciado com os títulos de Conselheiro Médico Privado (Geheimen Medicalrathe), médico pessoal de Sua Majestade Real da Saxônia e Cavaleiro da Ordem de Mérito Civil Saxã Real, da Ordem Vermelha Prussiana Real de Udler z. Kl., da Ordem Belga Real de Leopoldo (no original, de São Leopoldo), da Ulademie em Berlim, de Petersburgo, Paris, Londres, Filadélfia, Estocolmo, Reapel, Florença, além de outras associações.

## Vida e trabalho
Em 1811, ele se formou como doutor de medicina e doutor em filosofia. Em 1814 foi nomeado professor de obstetrícia e diretor da clínica de maternidade da instituição de ensino de medicina e cirurgia de Dresden. Ele escreveu sobre teoria da arte. De 1814 a 1817, ele aprendeu a pintura a óleo trabalhando com Caspar David Friedrich, um pintor de paisagens de Dresden. Ele já havia tirado lições de desenho de Julius Diez e posteriormente estudou com Julius Schnorr von Carolsfeld na academia de desenho de Oeser.
Quando o rei da Saxônia, Frederico Augusto II, fez uma visita informal à Grã-Bretanha em 1844, Carus o acompanhou como seu médico pessoal. Não foi uma visita oficial, mas o rei, com Carus, foi convidado da rainha Vitória e do príncipe Albert no Castelo de Windsor, e Carus pôde visitar muitos dos pontos turísticos de Londres e das cidades universitárias de Oxford e Cambridge, e se encontrar com outros ativos no campo das descobertas científicas. Fizeram uma grande turnê na Inglaterra, no País de Gales e na Escócia, e depois Carus publicou, com base em seu diário, Viagem do Rei da Saxônia pela Inglaterra e Escócia, 1844.

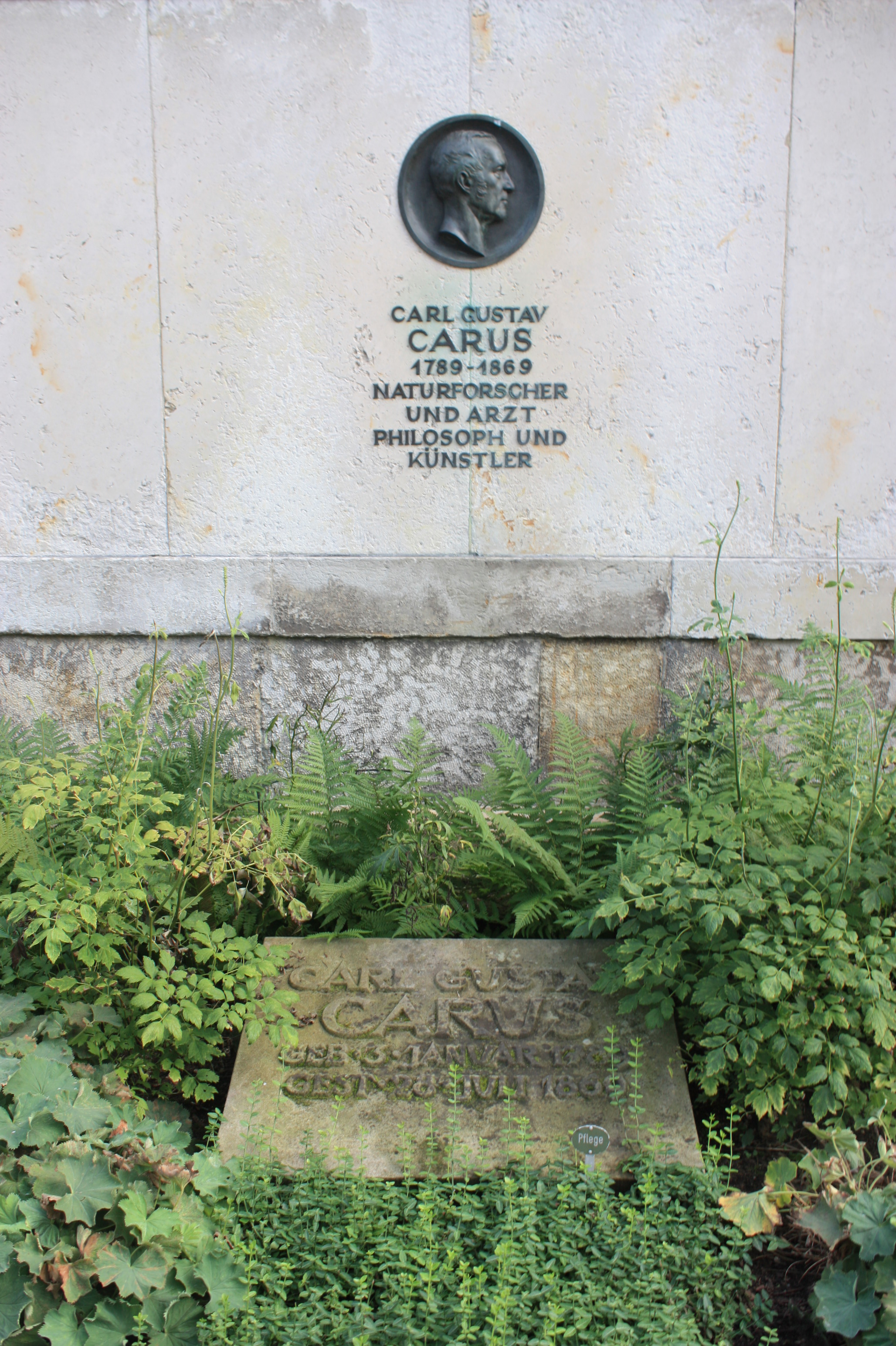
O túmulo de Carl Gustav Carus, Trinitatis-friedhof, Dresden

Ele é mais conhecido para os cientistas por ter originado do conceito de arquétipo vertebrado, uma seminal ideia no desenvolvimento da teoria da evolução de Darwin. Em 1836, ele foi eleito membro estrangeiro da Real Academia Sueca de Ciências. Carus também é conhecido por Psique (1846).
Carl Jung atribuiu a Carus a indicação do inconsciente como a base essencial da psique.
Embora vários filósofos, entre eles Leibniz, Kant e Schelling, já tivessem apontado muito claramente o problema do lado sombrio da psique, foi um médico que se sentiu impelido, de sua experiência científica e médica, a apontar para o inconsciente como a base essencial da psique. Este foi C. G. Carus, a autoridade que Eduard von Hartmann seguiu. (Jung [1959] 1969, par. 259)
Carus morreu em Dresden. Ele está enterrado no Trinitatis-Friedhof (Cemitério de Trinitatis), a leste do centro da cidade. A sepultura fica na seção sudoeste, contra a parede sul.

## Família
Sua filha Charlotte Carus se casou com o artista Ernst Rietschel.

## Referência botânica
- A abreviatura Carus é usada para indicar Carl Gustav Carus como autoridade na descrição e classificação científica dos vegetais.[5]

## Trabalhos escritos

Mnemosyne (1848)

Zoologia, entomologia, anatomia comparativa, evolução
- Lehrbuch der Zootomie (1818, 1834).
- Erläuterungstafeln zur vergleichenden Anatomie (1826–1855).
- Von den äusseren Lebensbedingungen der weiss- und kaltblütigen Tiere (1824).
- Über den Blutkreislauf der Insekten  (1827).
- Grundzüge der vergleichenden Anatomie und Physiologie (1828).
- Lehrbuch der Physiologie für Naturforscher und Aerzte  (1838)- também médico
- Zwölf Briefe über das Erdleben (1841).
- Natur und Idee oder das Werdende und sein Gesetz. 1861.

Medicina
- Lehrbuch der Gynekologie  (1820, 1838).
- Grundzüge einer neuen Kranioskopie (1841).
- System der Physiologie (1847–1849).
- Erfahrungsresultate aus ärztlichen Studien und ärztlichen Wirken (1859).
- Neuer Atlas der Kranioskopie (1864).

Psicologia, metafísica, raça, fisionomia
- Vorlesungen über Psychologie (1831).
- Psyche; zur Entwicklungsgeschichte der Seele (1846, 1851).
- Über Grund und Bedeutung der verschiedenen Formen der Hand in veschiedenen Personen (About the reason and significance of the various forms of hand in different persons)(1846).
- Physis. Zur Geschichte des leiblichen Lebens  (1851).
- Denkschrift zum 100jährigen Geburtstagsfeste Goethes. Über ungleiche Befähigung der verschiedenen Symbolik der menschlichen Gestalt (1852, 1858).
- Über Lebensmagnetismus und über die magischen Wirkungen überhaupt (1857).
- Über die typisch gewordenen Abbildungen menschlicher Kopfformen (1863).
- Goethe dessen seine Bedeutung für unsere und die kommende Zeit (1863).
- Lebenserinnerungen und Denkwürdigkeiten – 4 volumes (1865–1866).
- Vergleichende Psychologie oder Geschichte der Seele in der Reihenfolge der Tierwelt (1866).

Arte
- Neun Briefe über Landschaftsmalerei. Zuvor ein Brief von Goethe als Einleitung (1819–1831).
- Die Lebenskunst nach den Inschriften des Tempels zu Delphi ( 1863).
- Betrachtungen und Gedanken vor auserwählten Bildern der Dresdener Galerie (1867).
- Tradução do primeiro canto do paraíso do Dante Alighieri em academia.edu (1836/1848)

Viagem
- Sicilien und Neapel (1856).

## Galeria de Arte

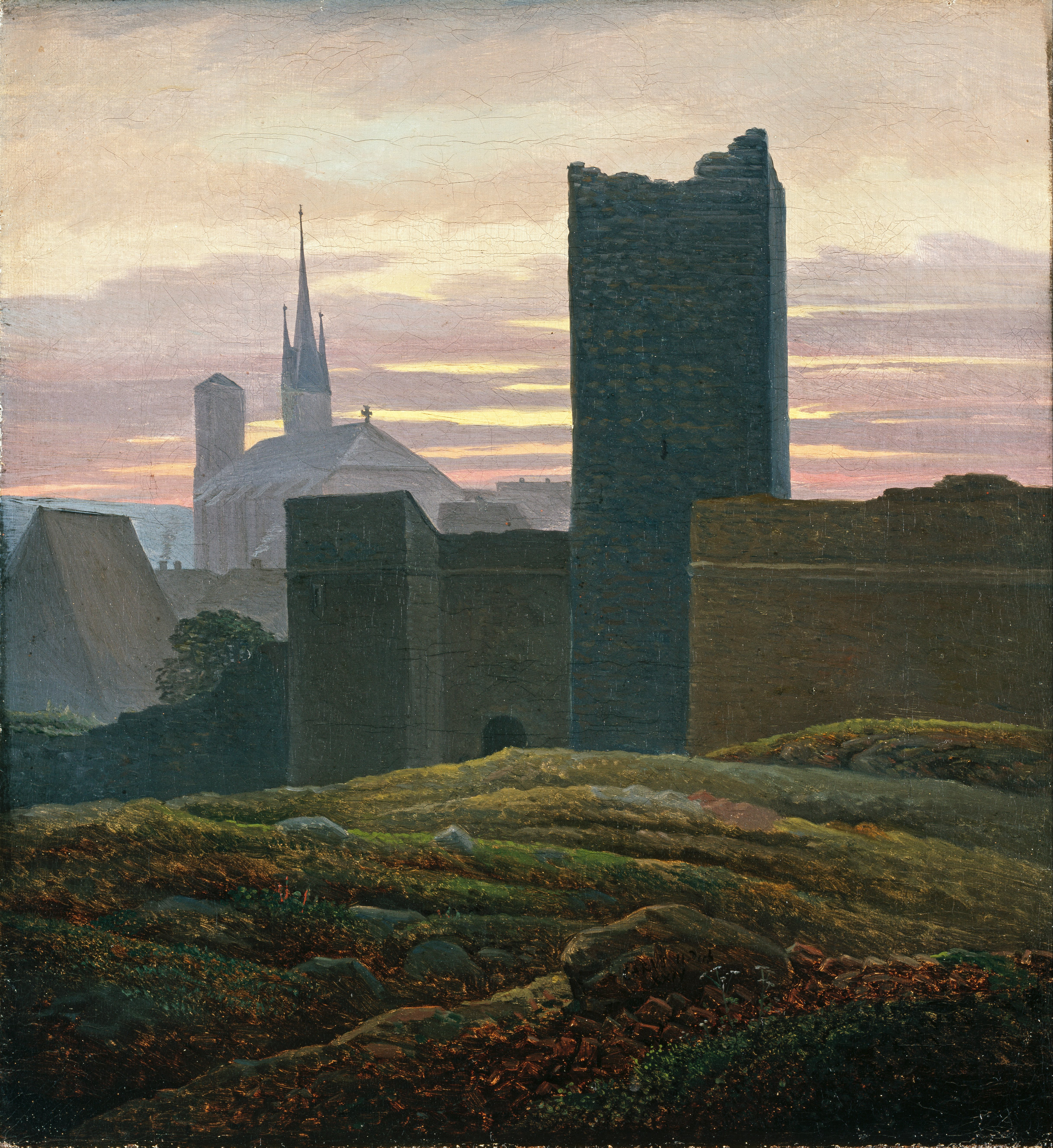
O Castelo Imperial
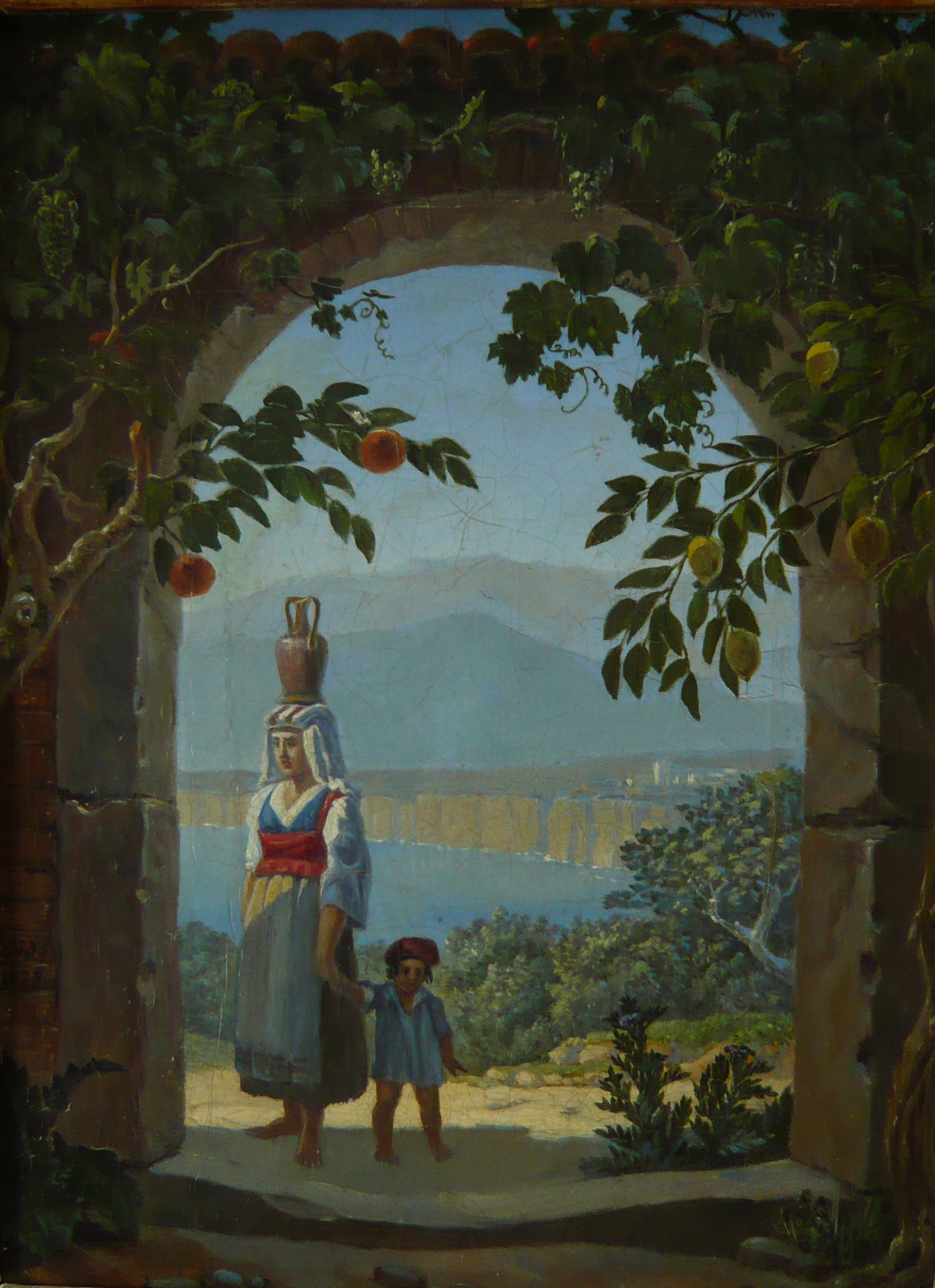
Erinnerung an Sorrent (Em memória de Sorrento), 1828
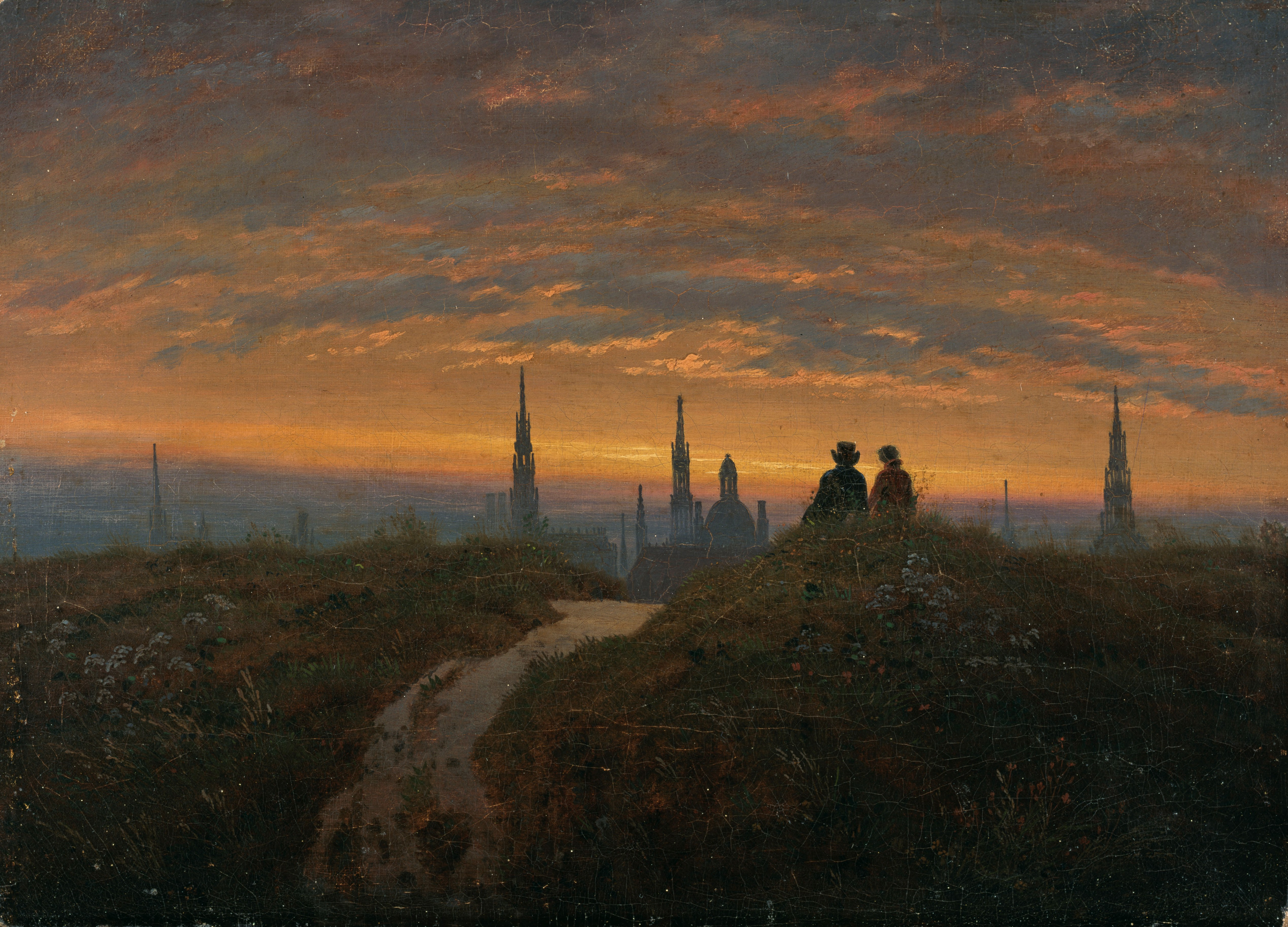
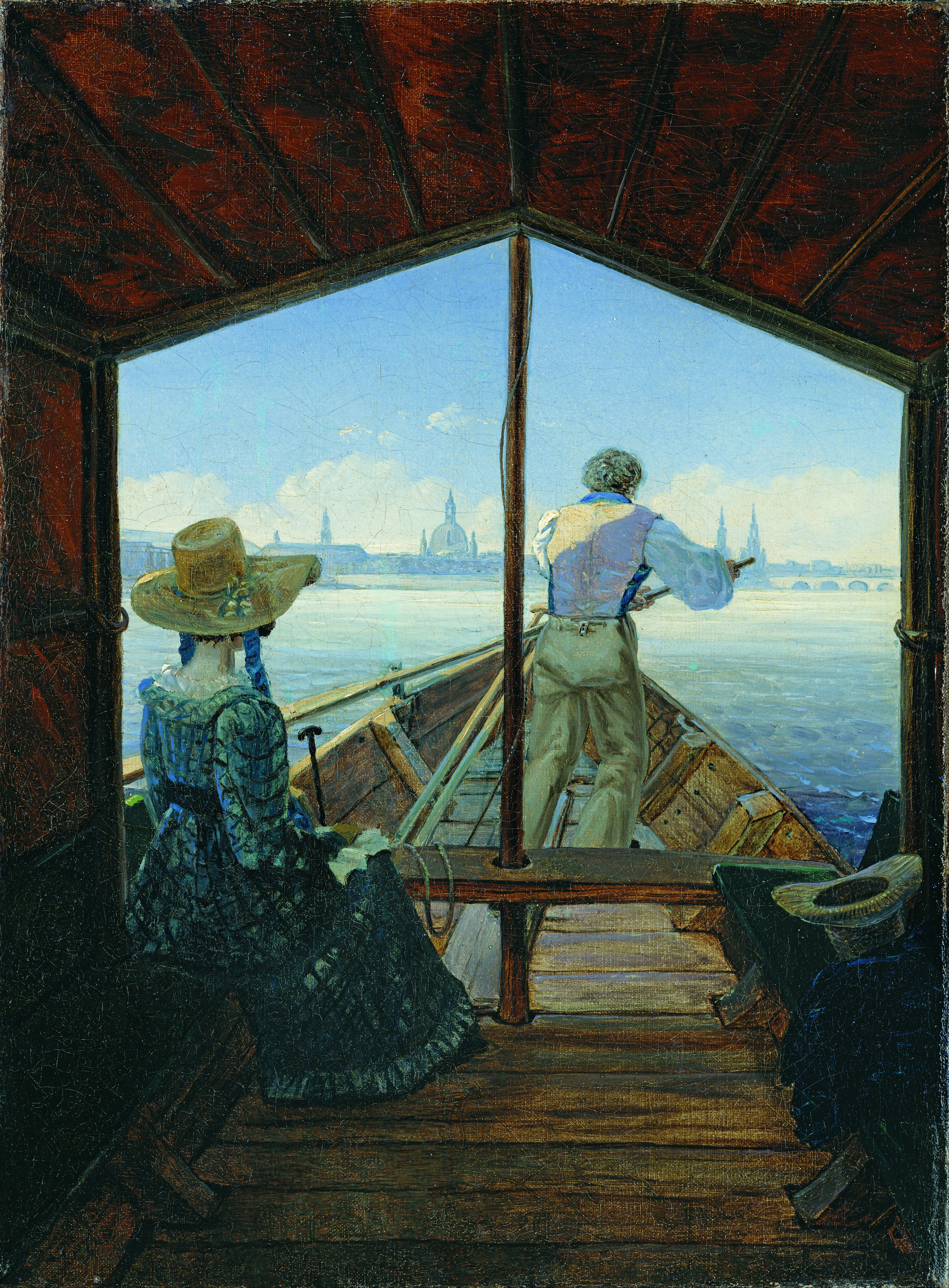
Carl Gustav Carus - Viagem de Barca no Elba perto de Desden(Manhã no Elba)
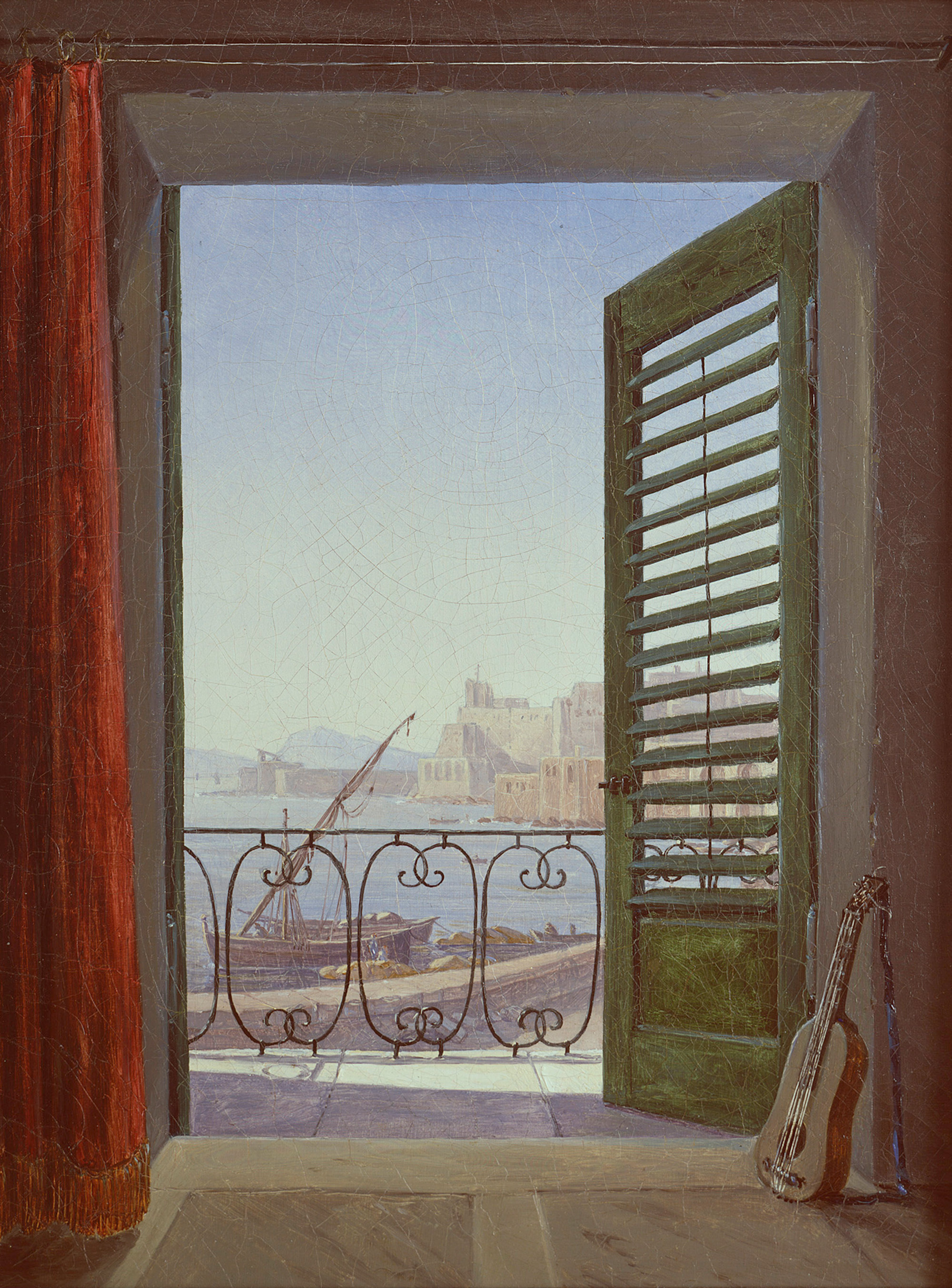
Sala de Sacada com uma Vista da Baía de Nápoles , 1829 ou 1830.
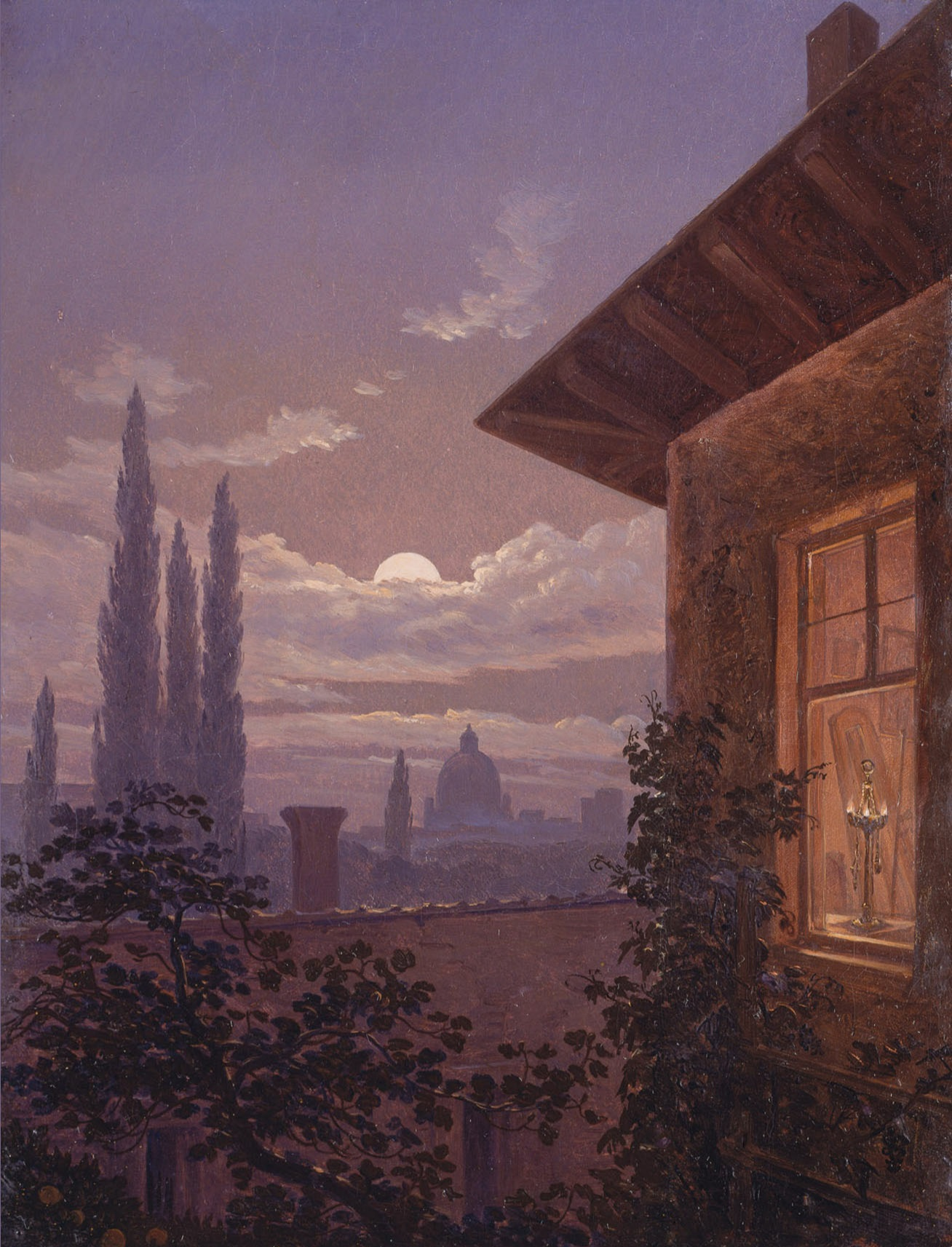
Italienischer Mondschein (Rom, Peterskirche im Mondschein)
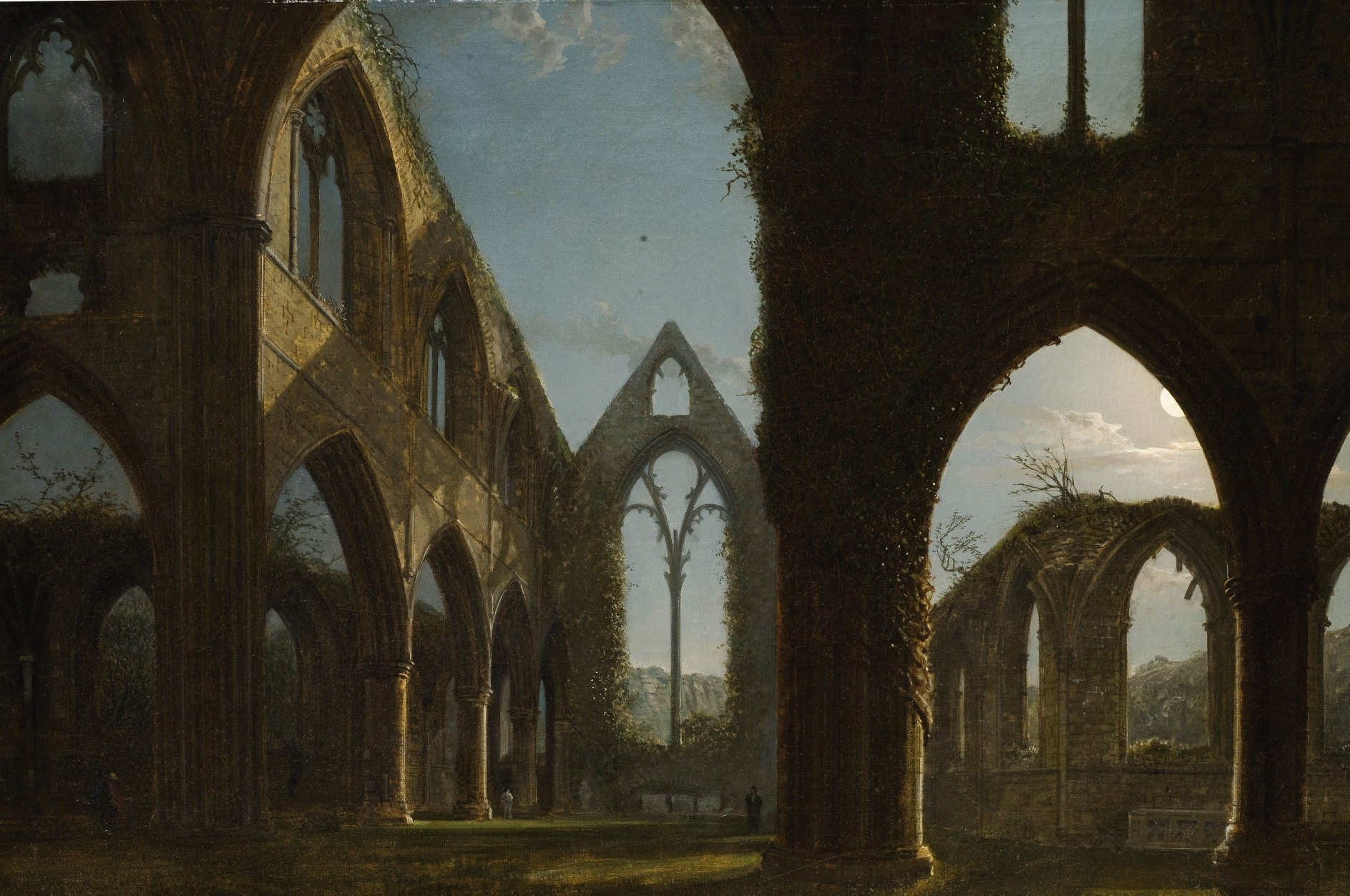
Abadia de Tintern
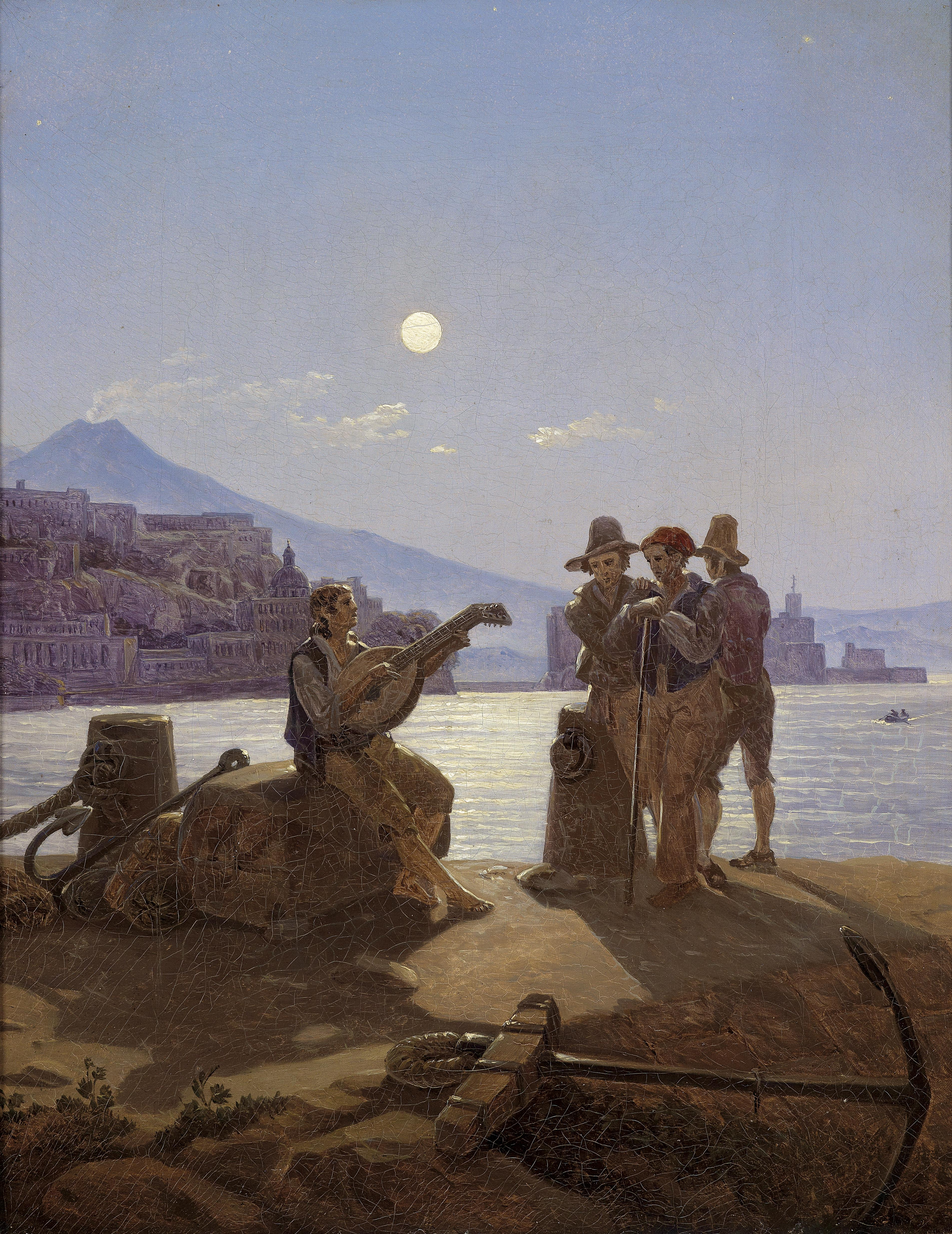
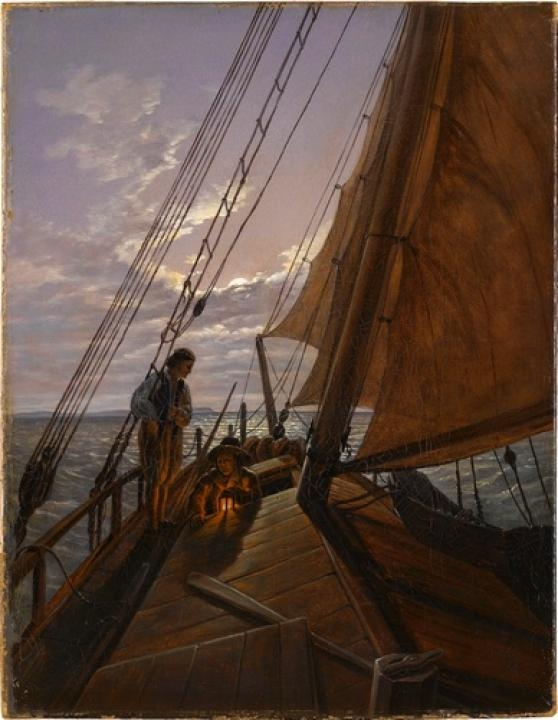
Segelschiff
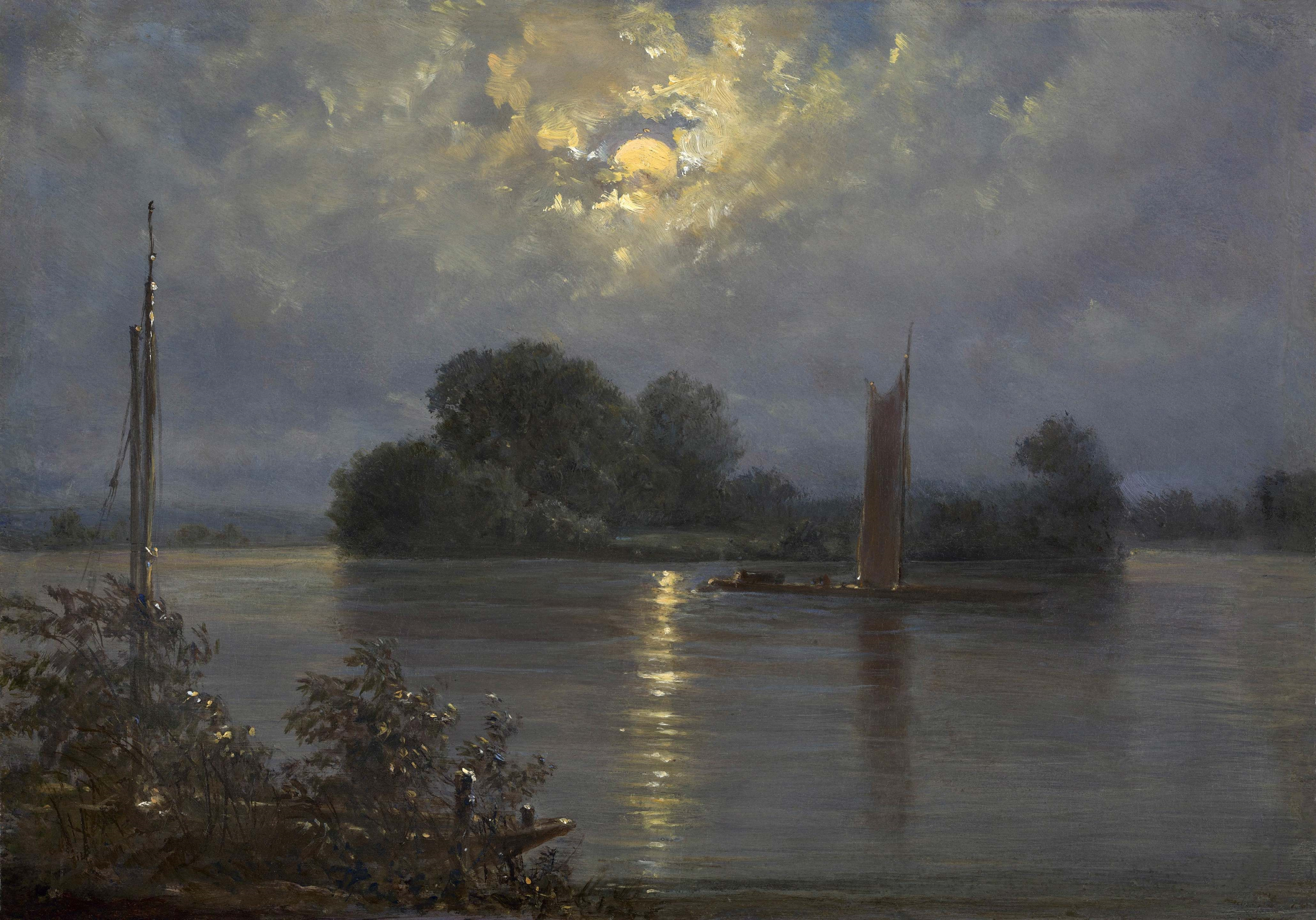
Vollmond bei Pillnitz
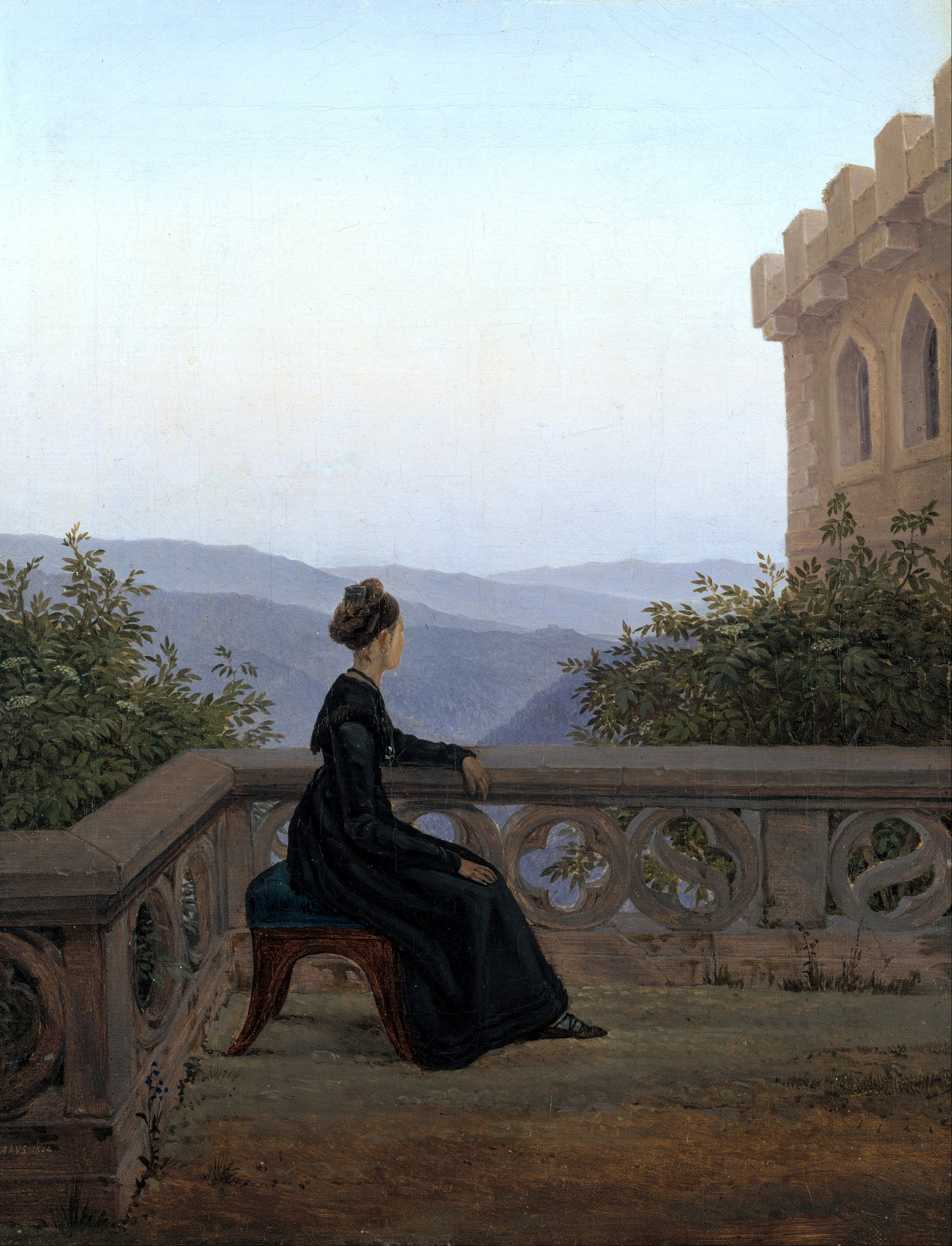
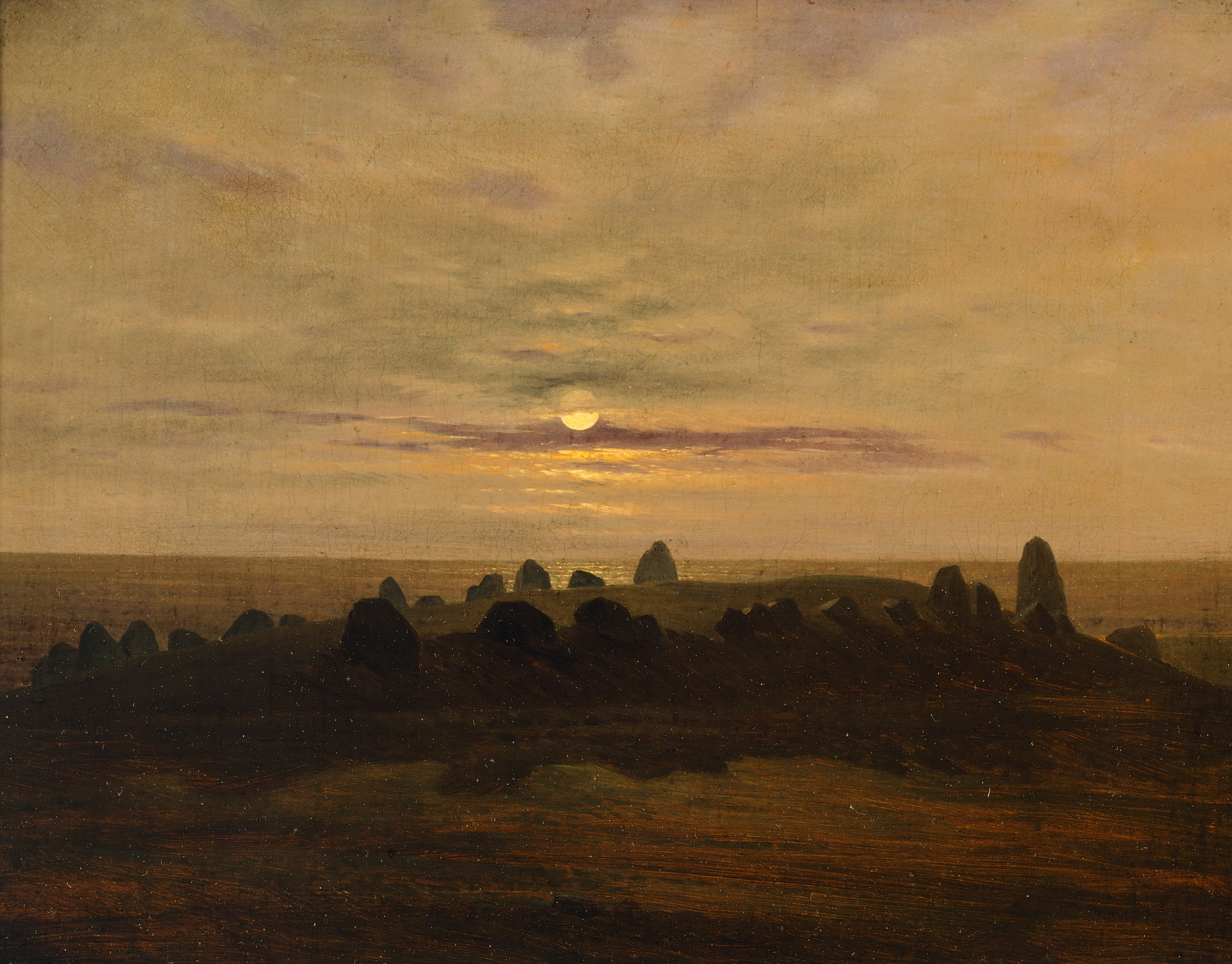
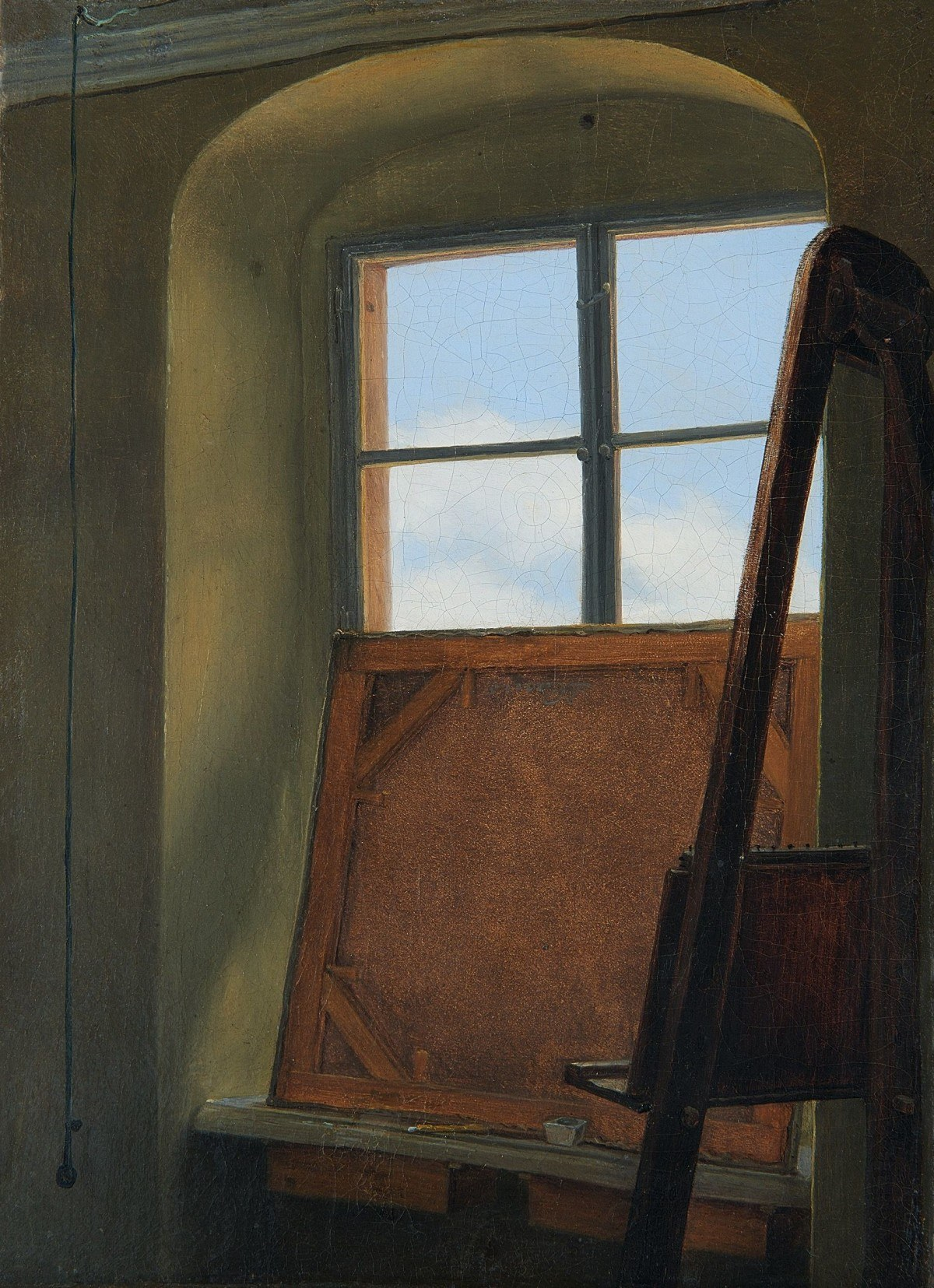
A janela do ateliê. 1823/1824
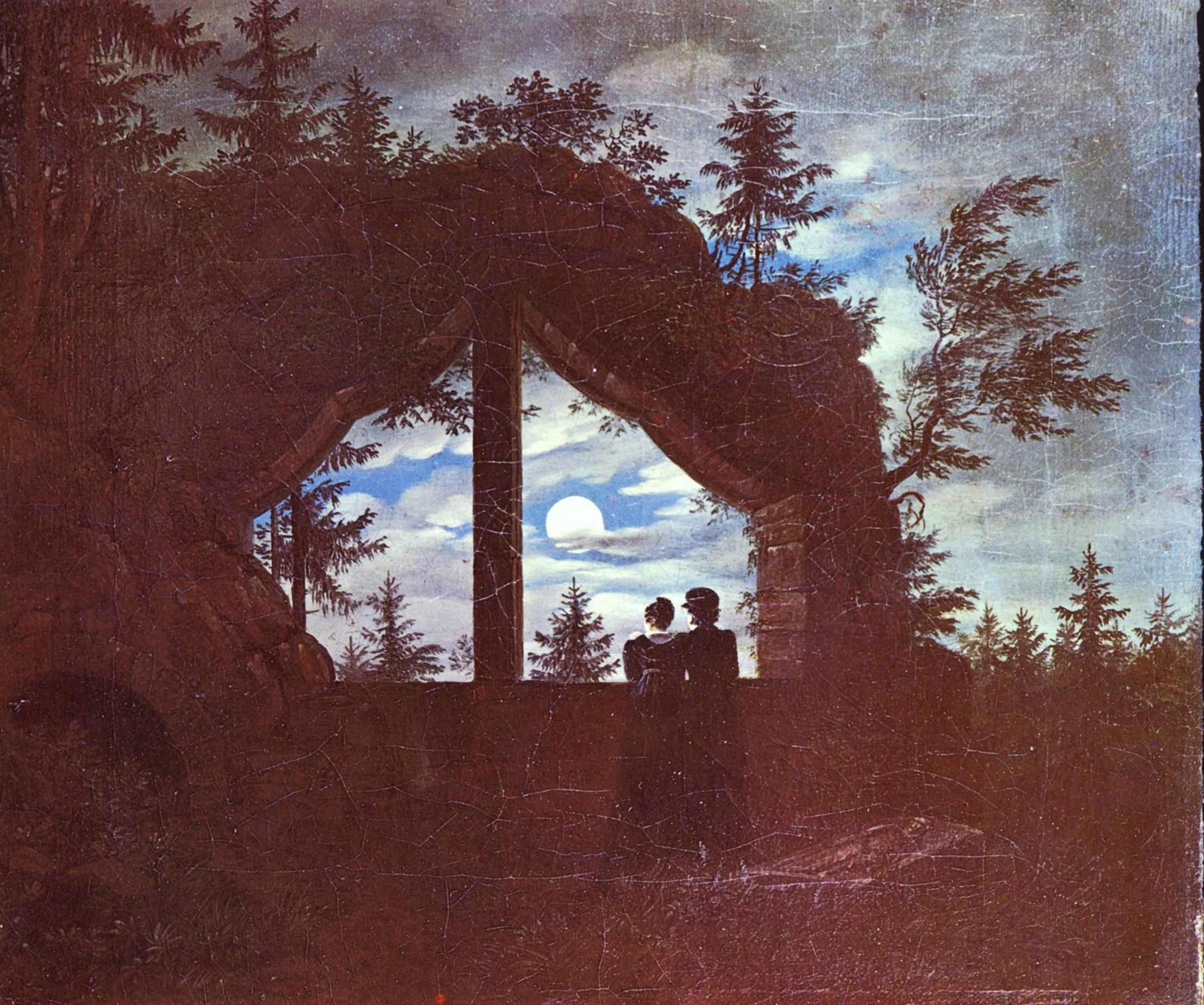
Fenster am Oybin im Mondschein. c. 1825-1828
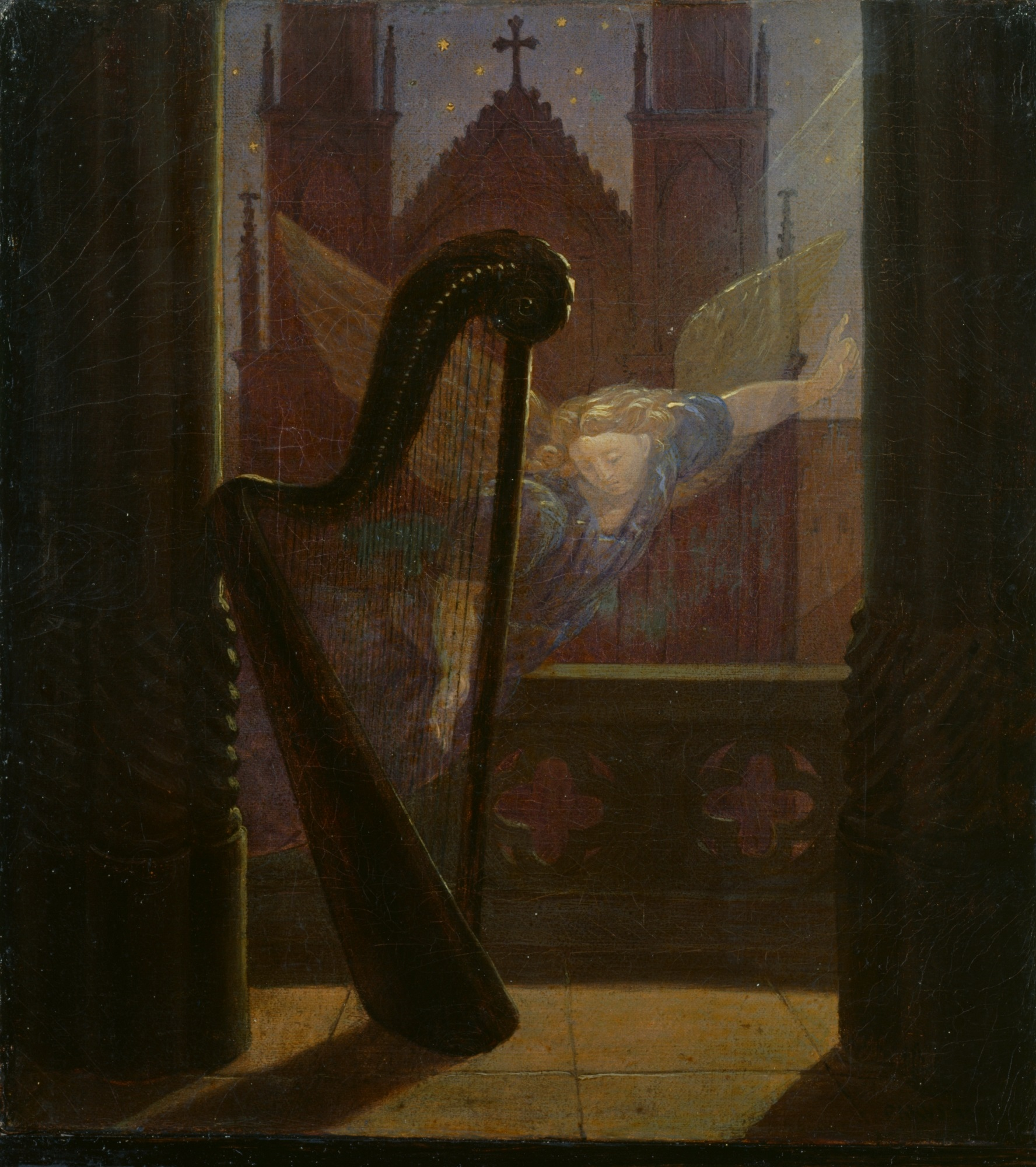
A Música. 1826
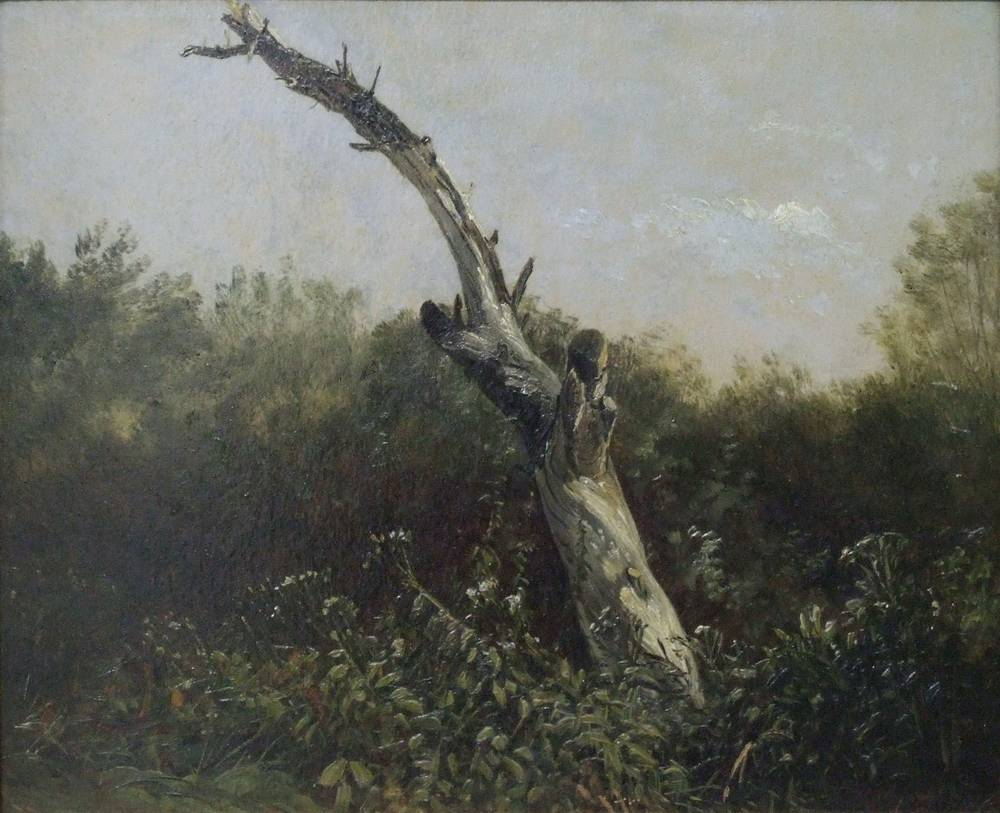
Baumstudie. 1825
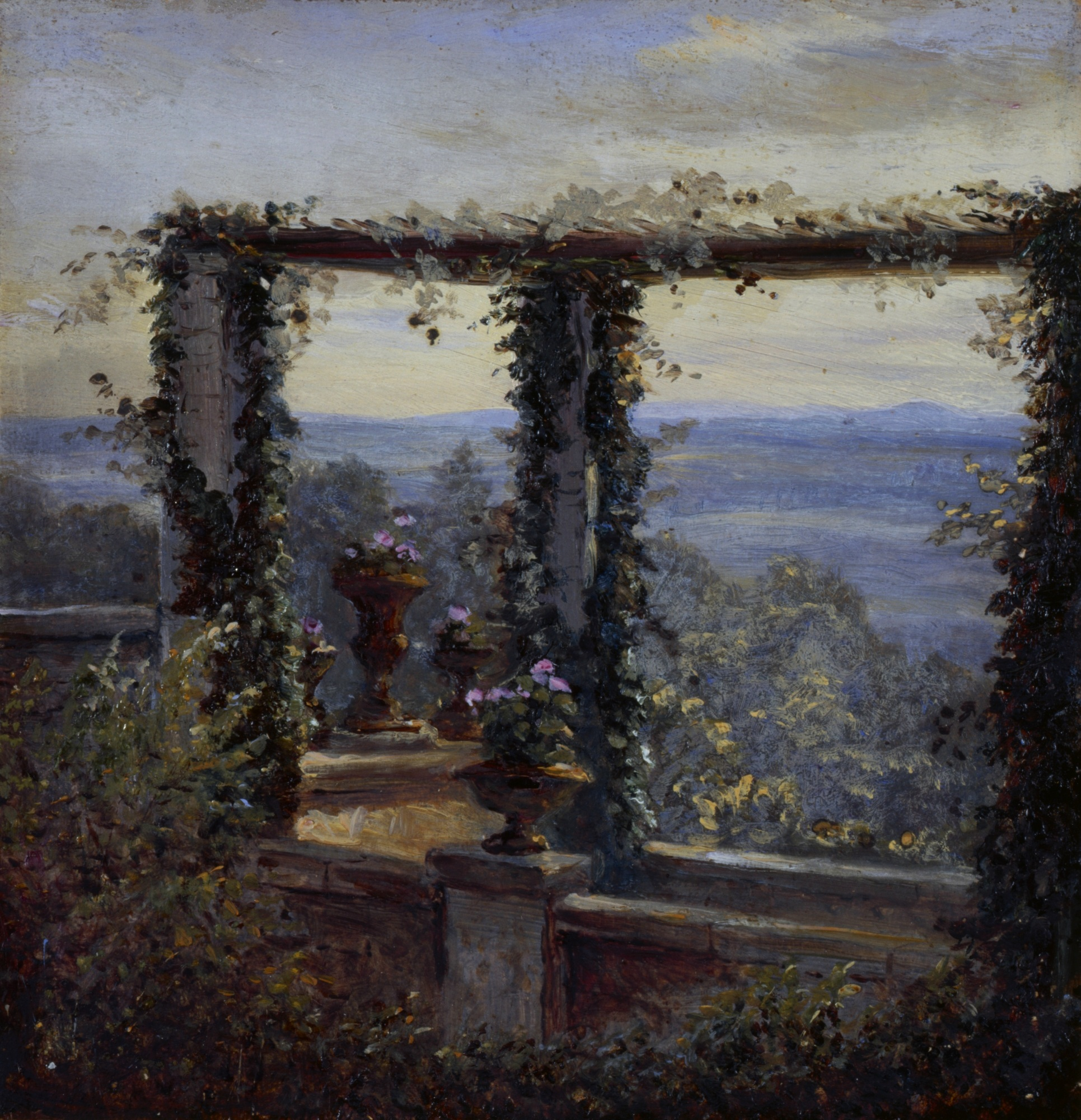
Vista em Hosterwitz. c. 1850
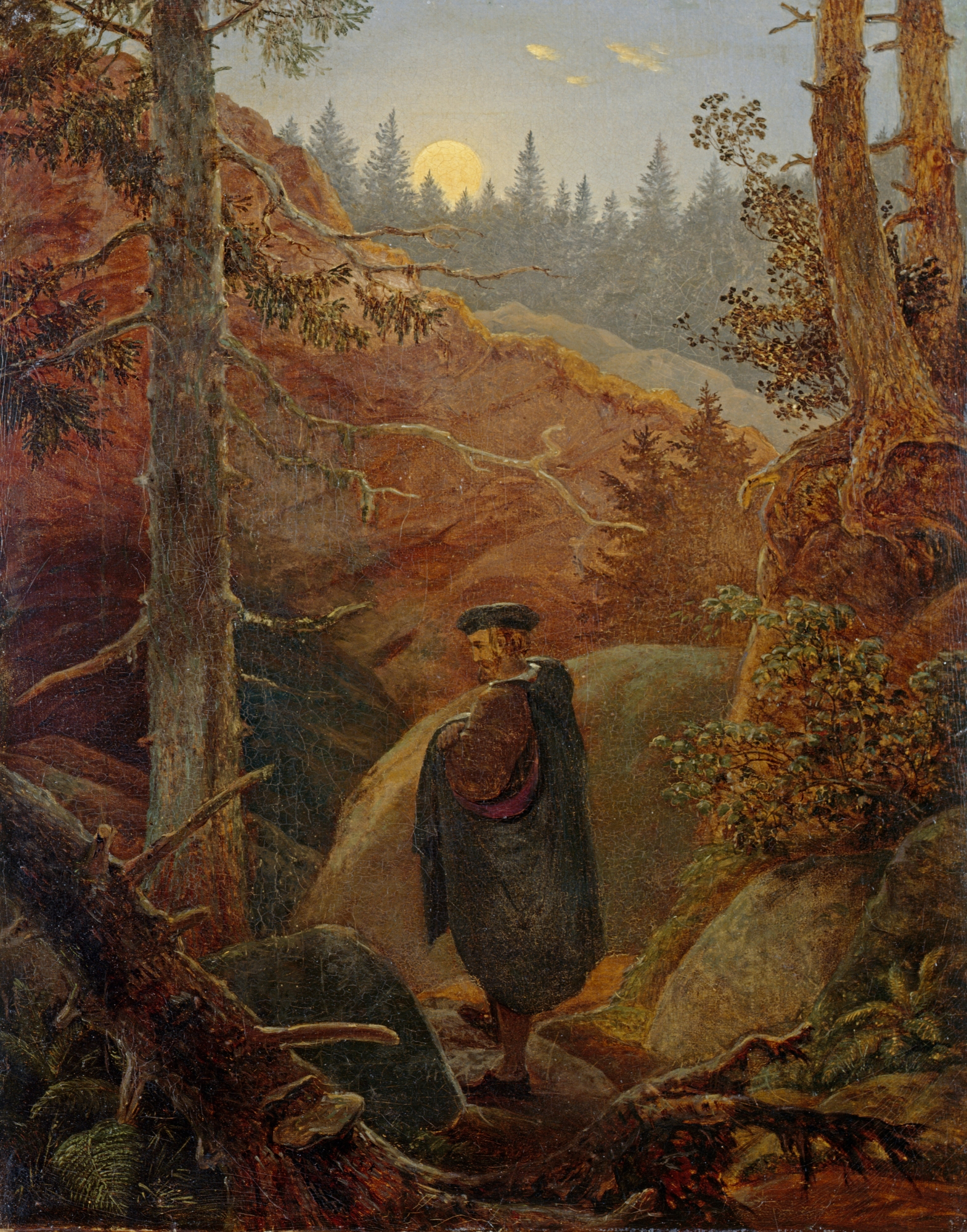
Fausto nas Montanhas. c. 1821
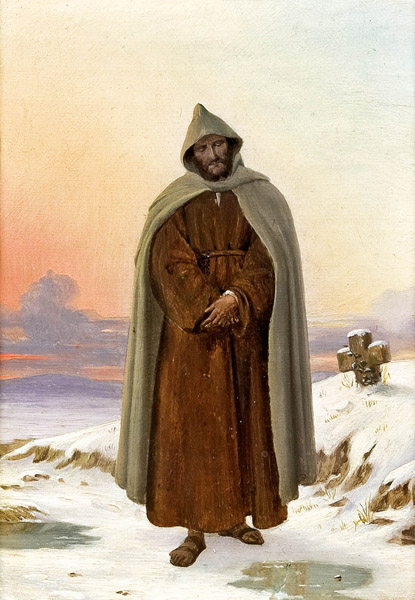
Monge na paisagem de inverno.
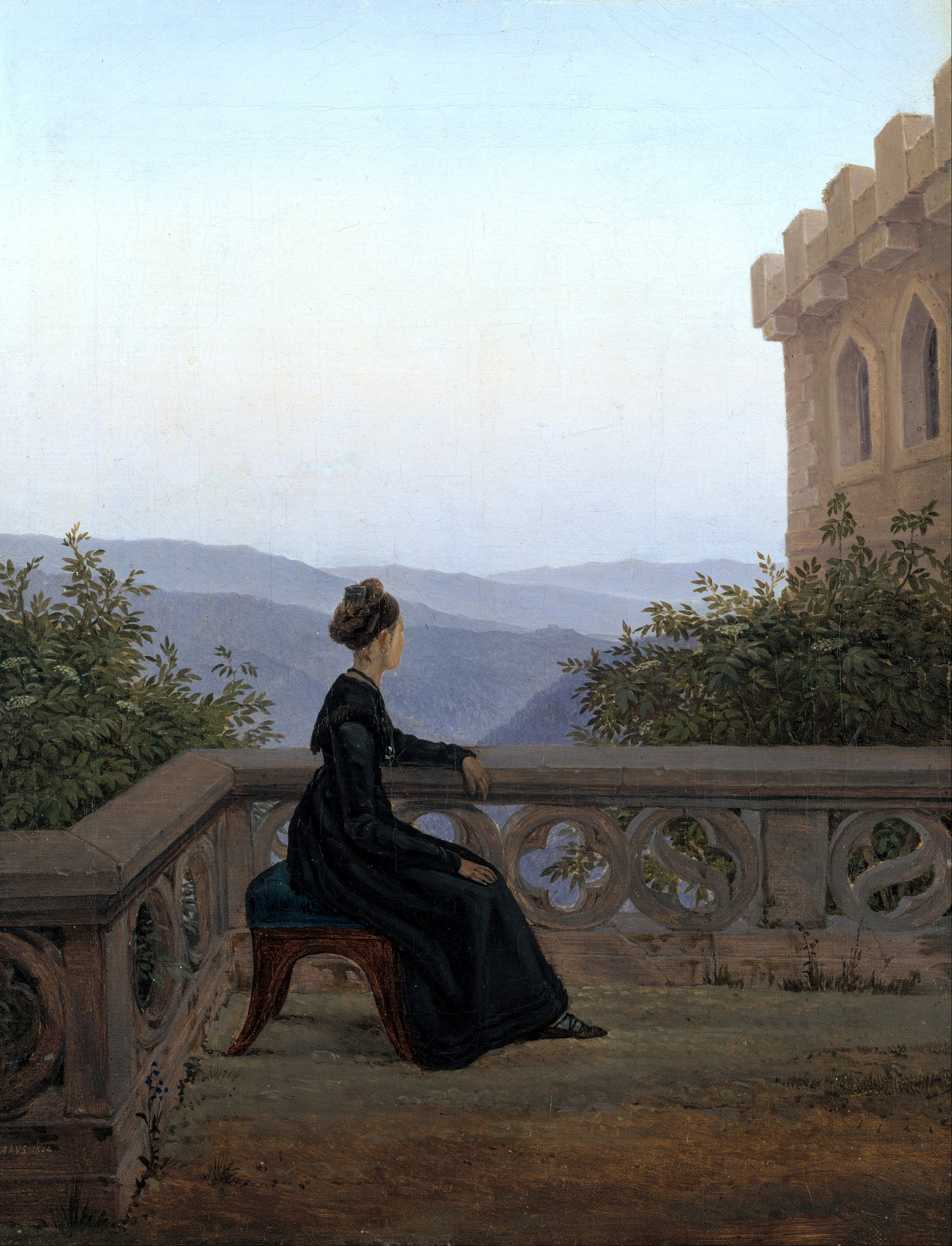
Mulher na varanda. 1824
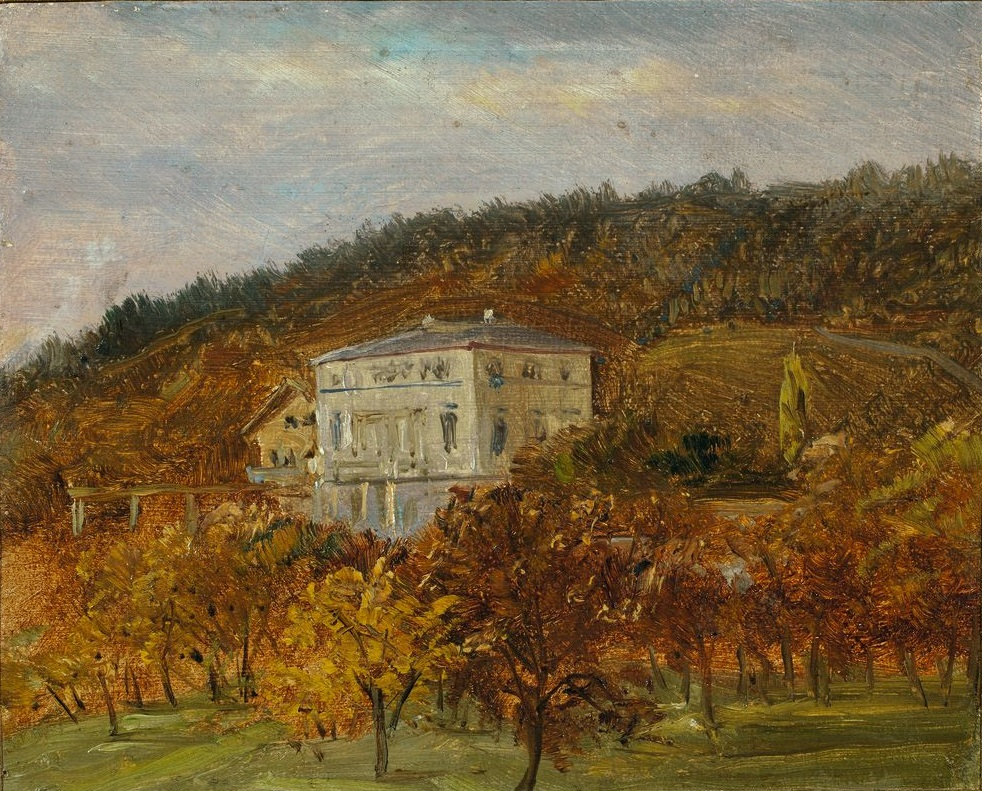
Villa am Hang. c. 1850
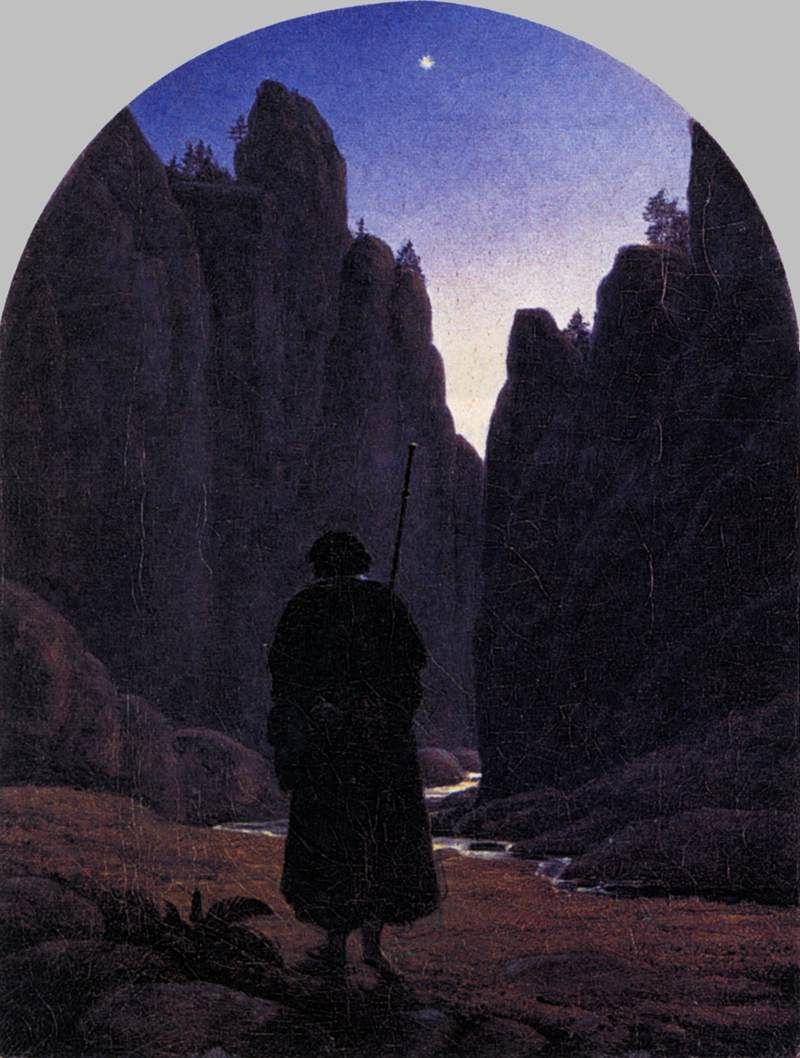
Peregrino em um Vale Rochoso. c. 1820
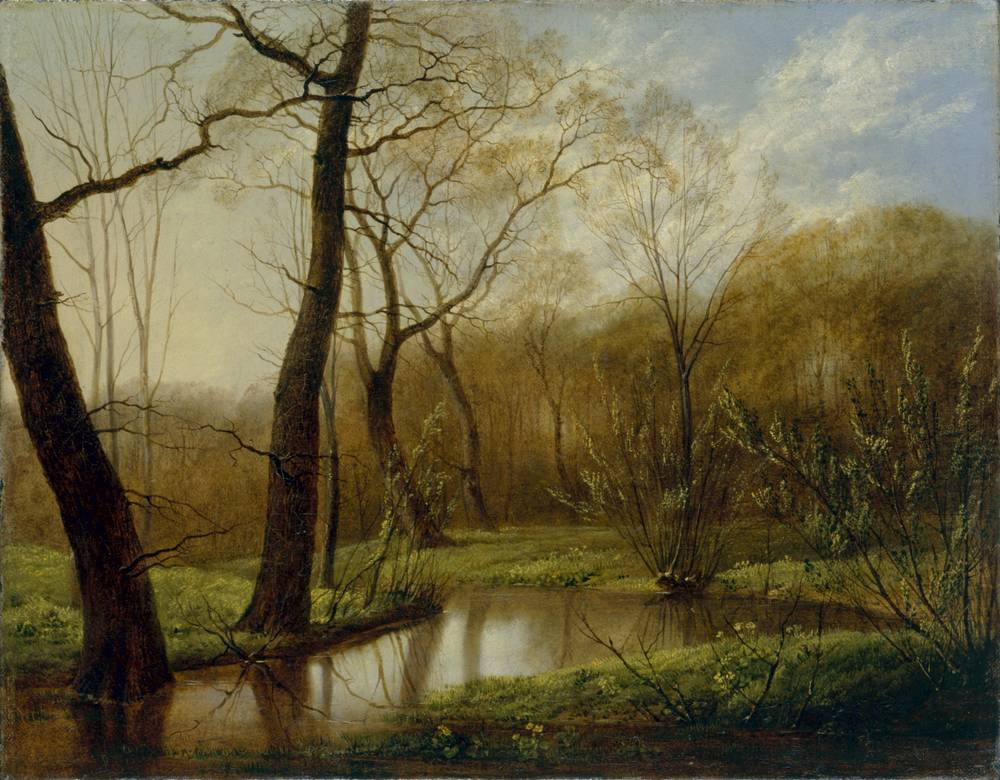
Frühlingslandschaft im Rosenthal bei Leipzig. 1814
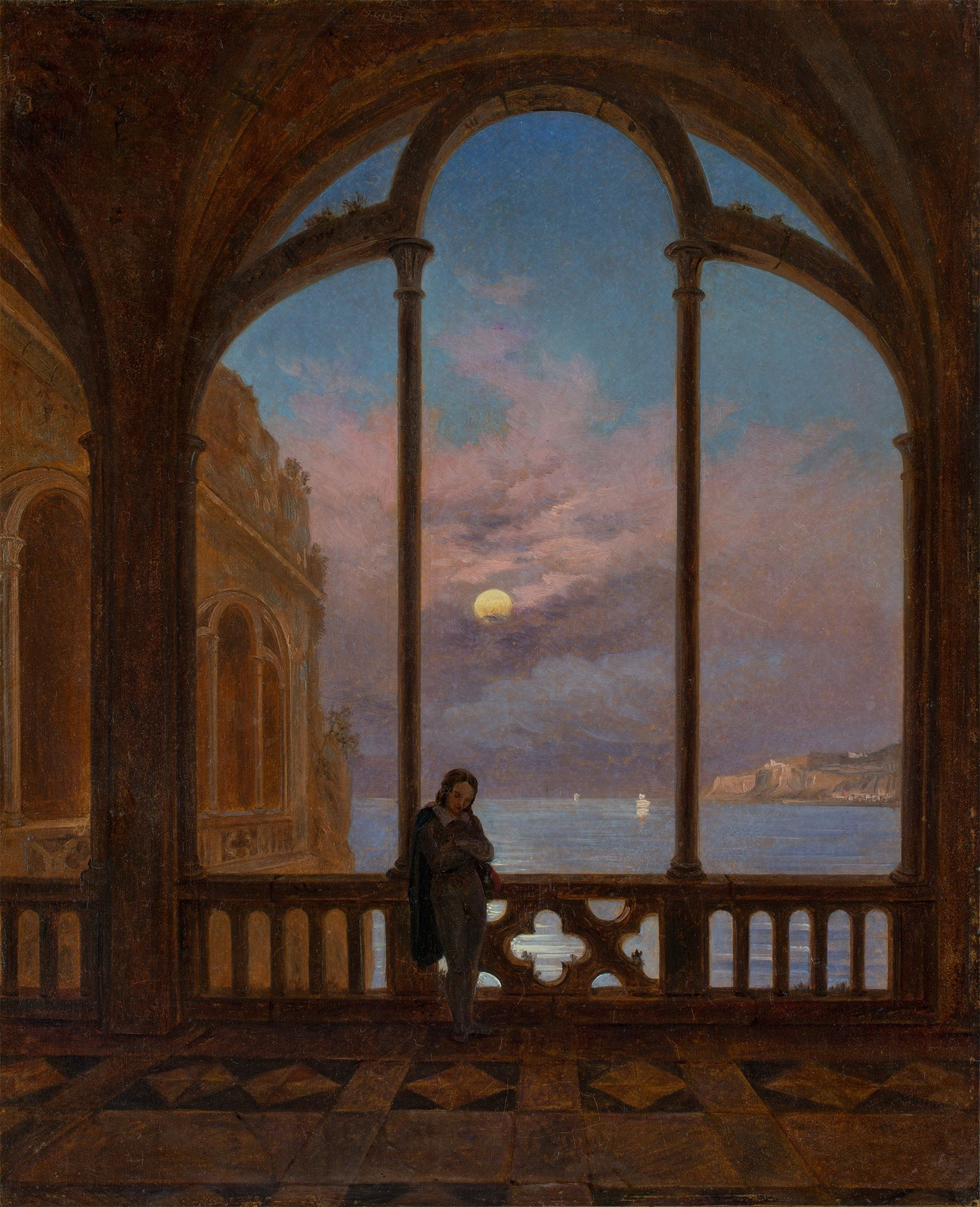
Memória em Nápoles. c. 1832
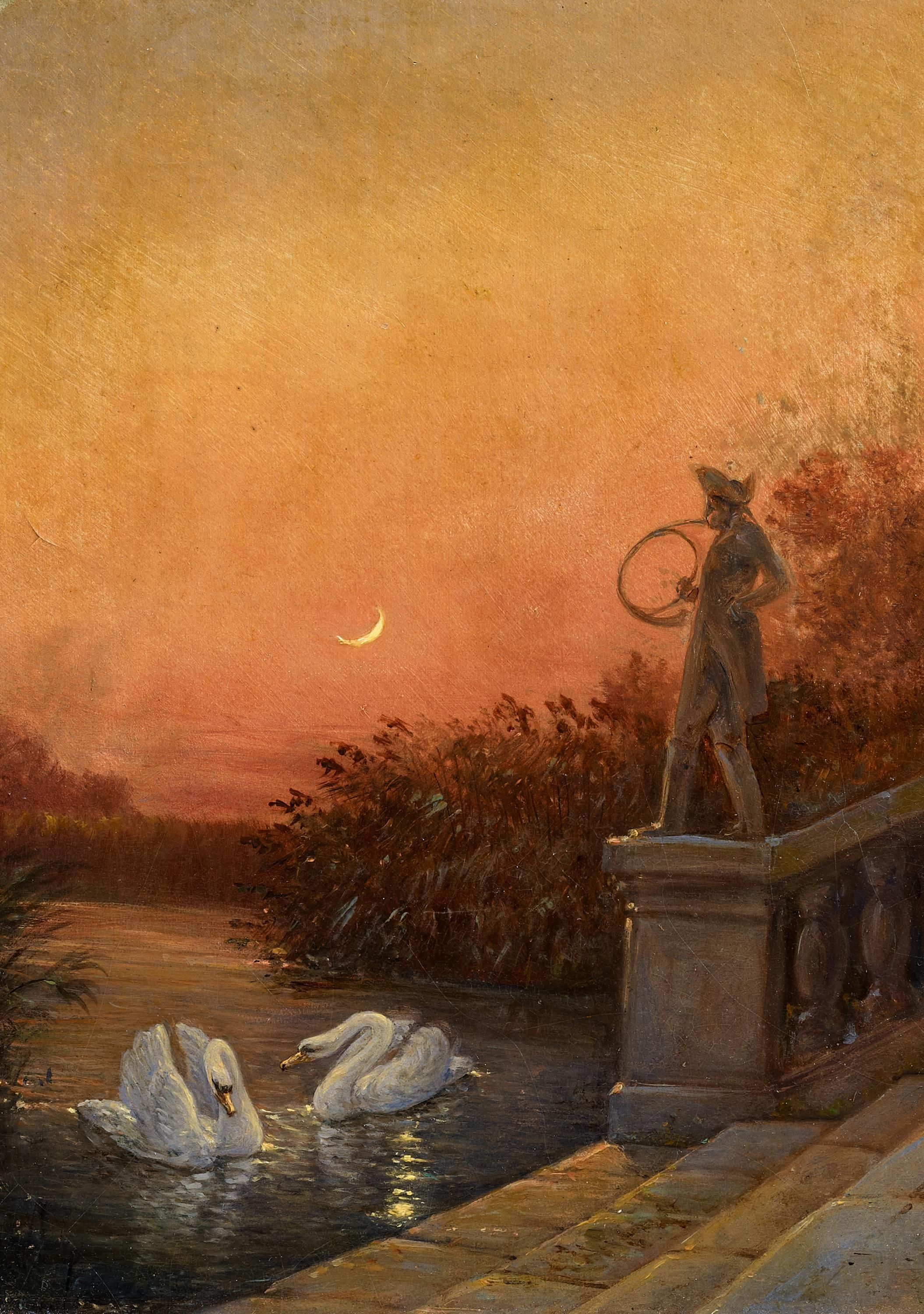
Abenddämmerung bei Schloß Moritzburg
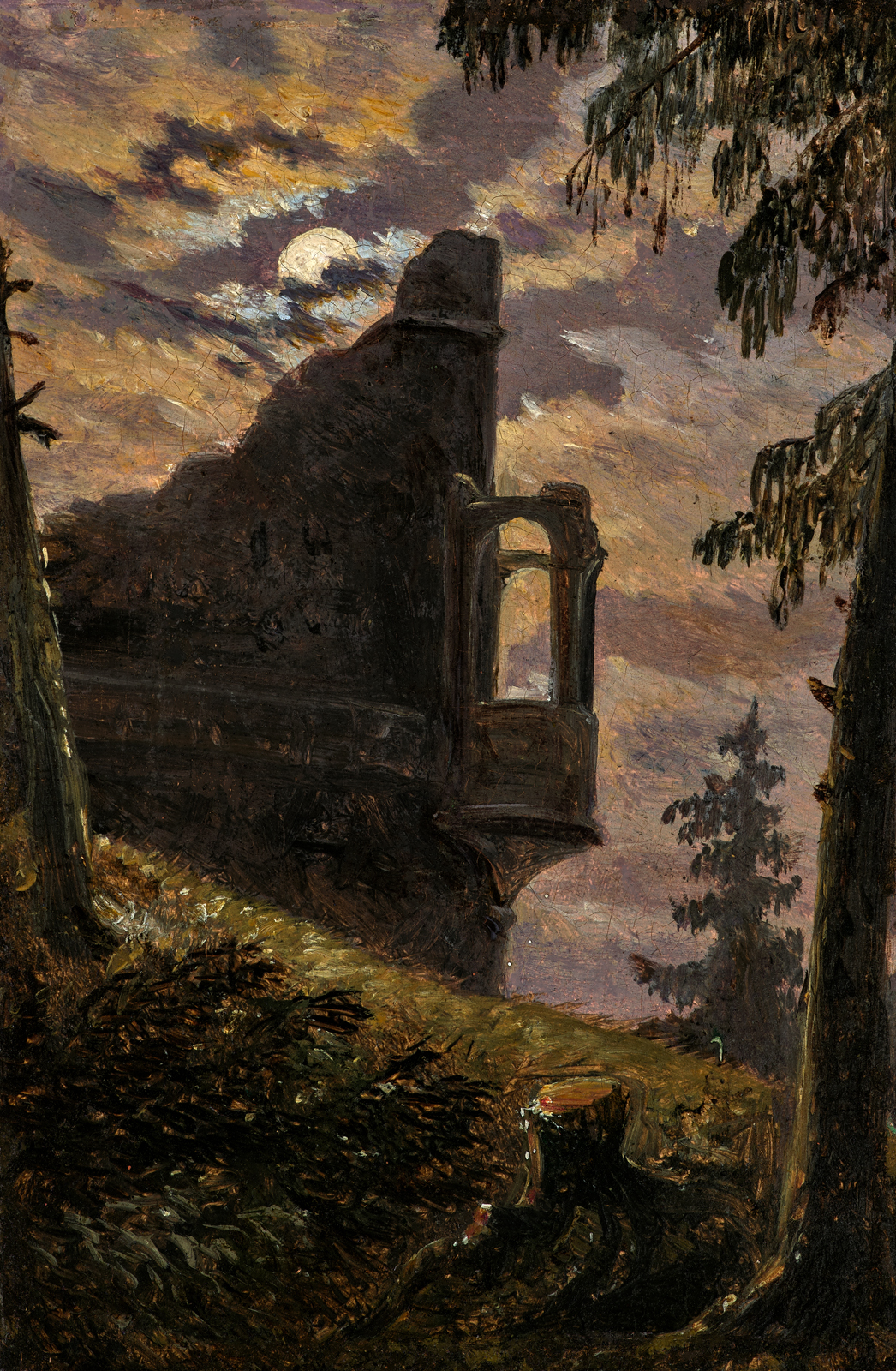
Luar atrás da ruína do castelo com alcova.
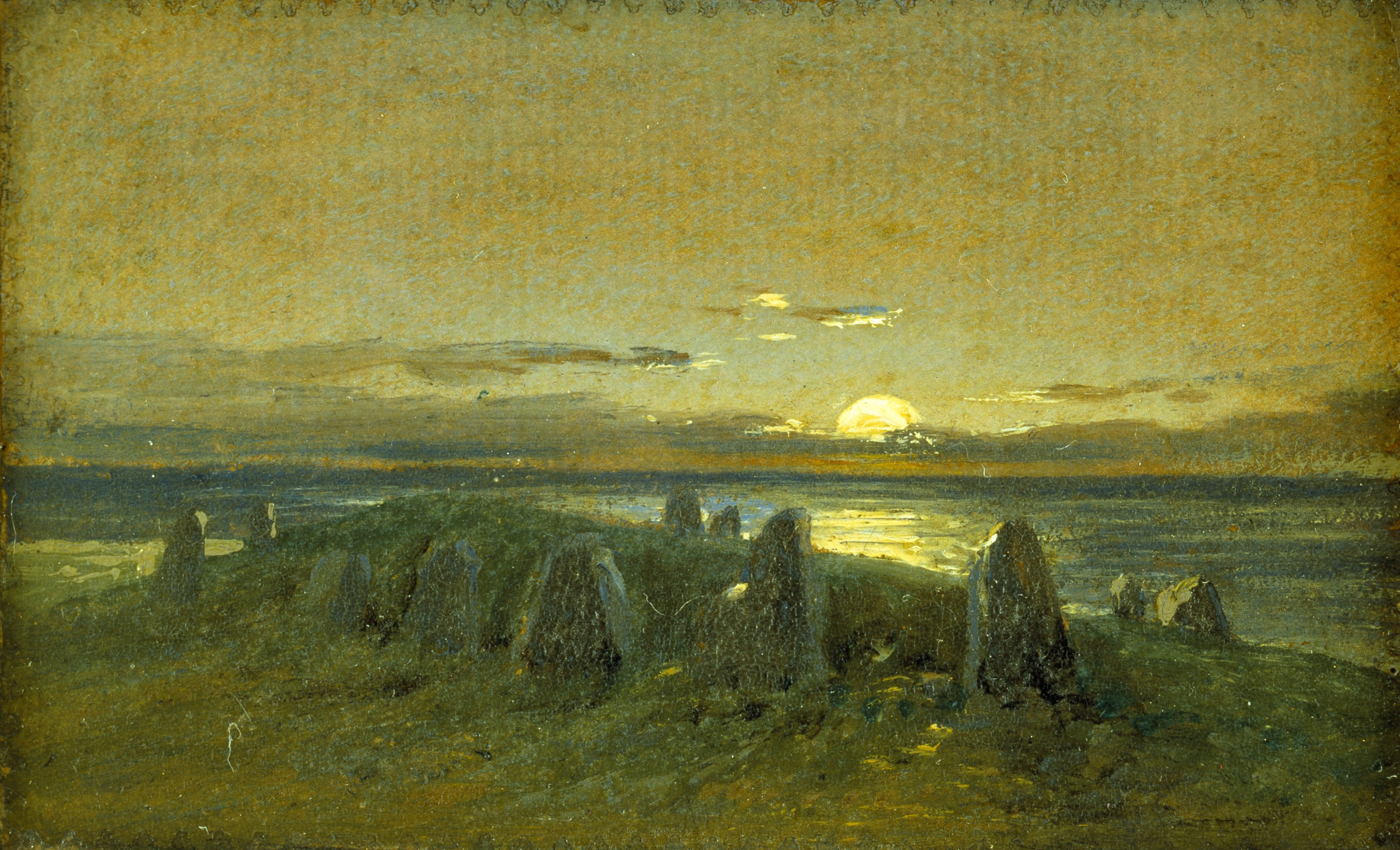
Um montíolo pré-histórico ao luar, Nobbin na ilha de Rügen. c. 1820
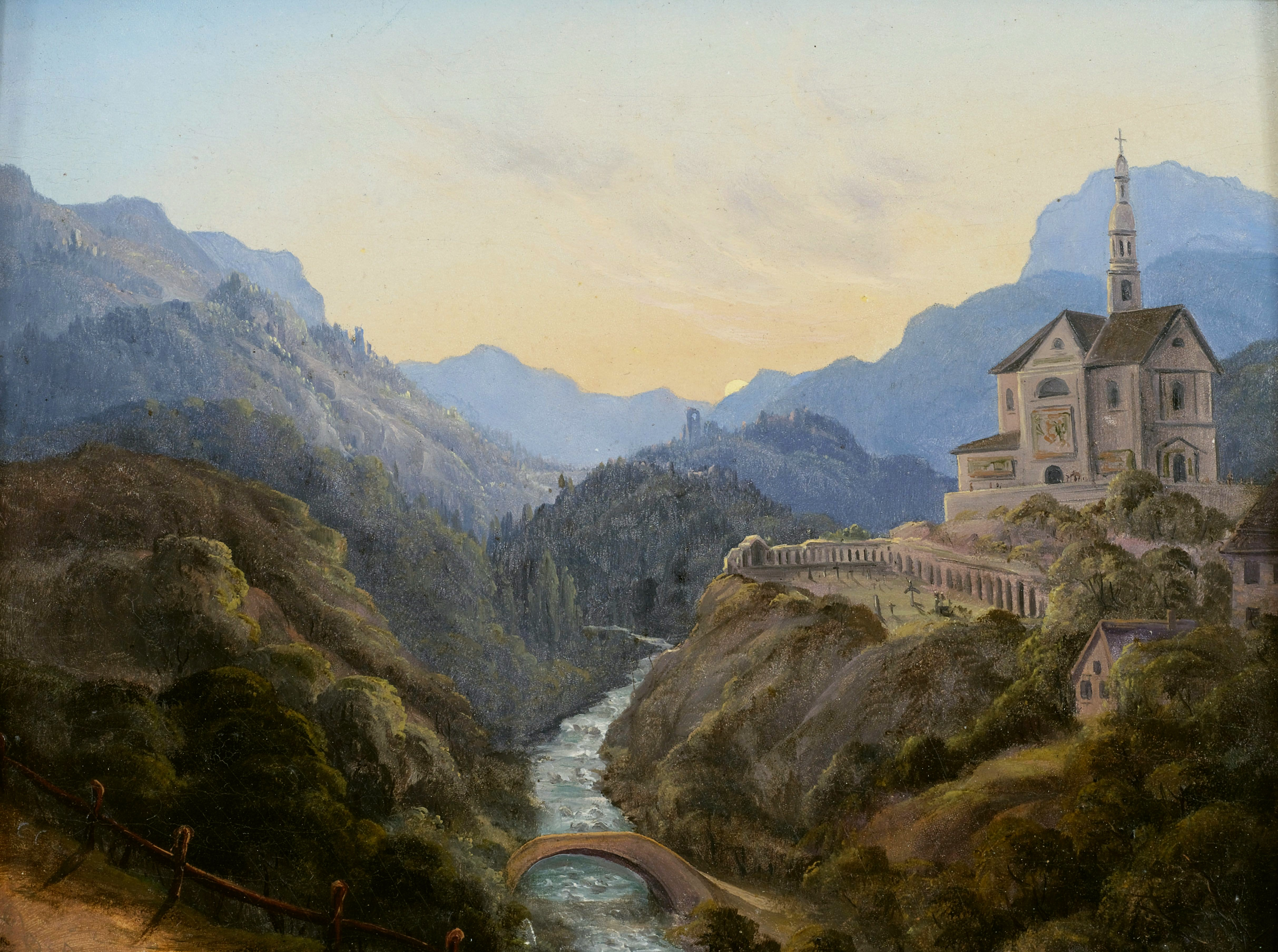
Paisagem montanhosa com um vale do rio e uma abadia à luz da noite
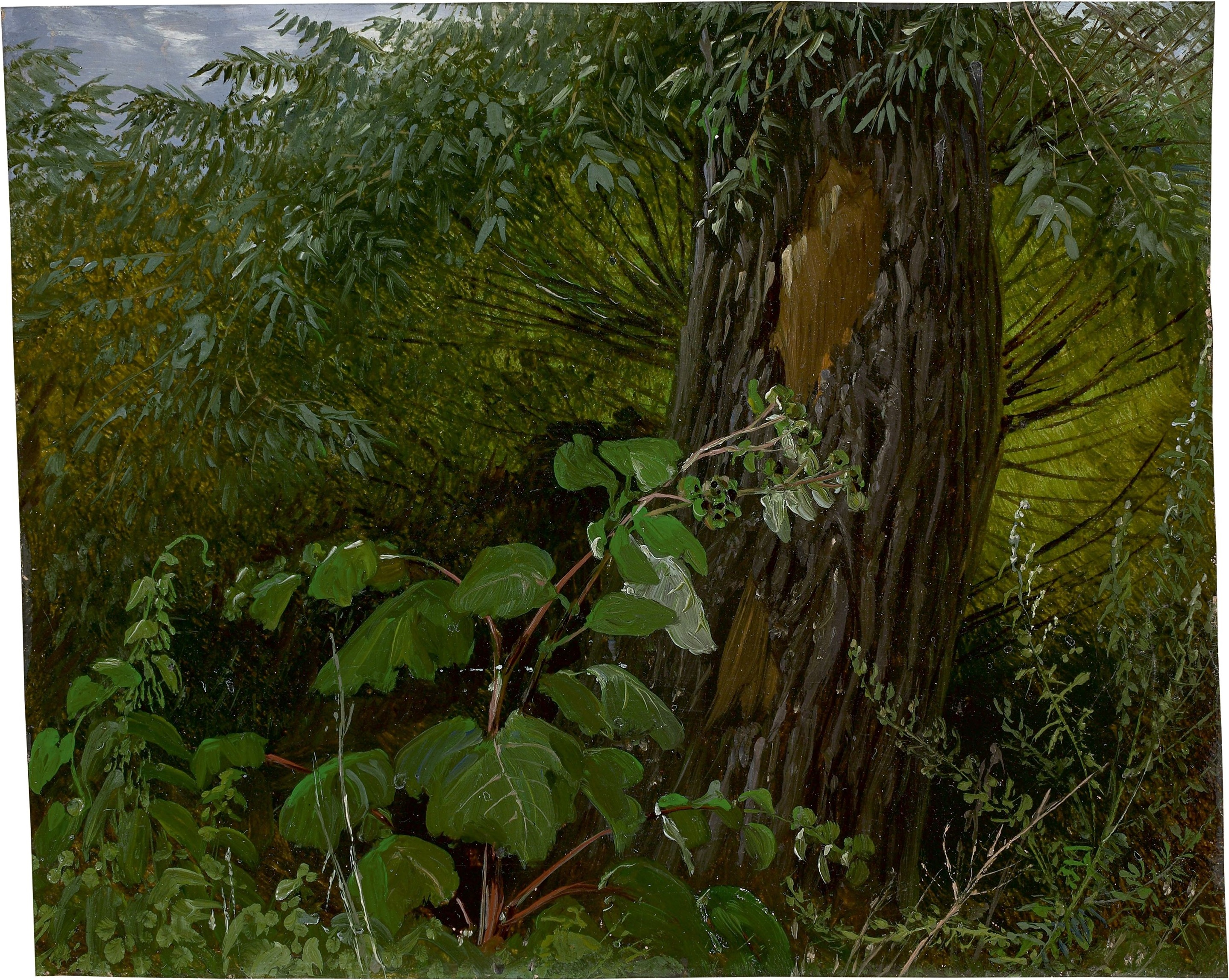
Tronco de salgueiro com vegetação rasteira. c. 1820
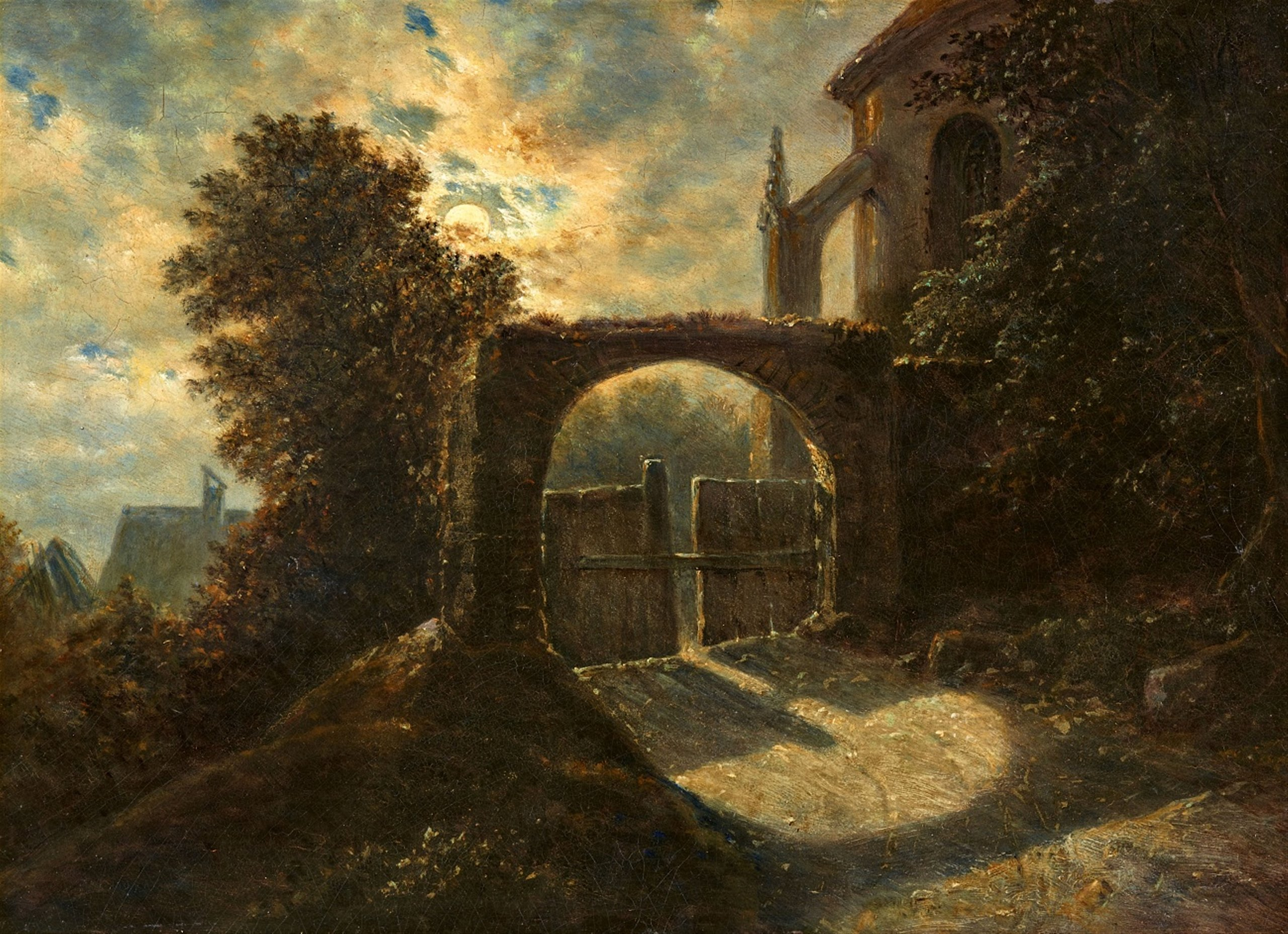
Tor bei einer gotischen Kirche im Mondschein
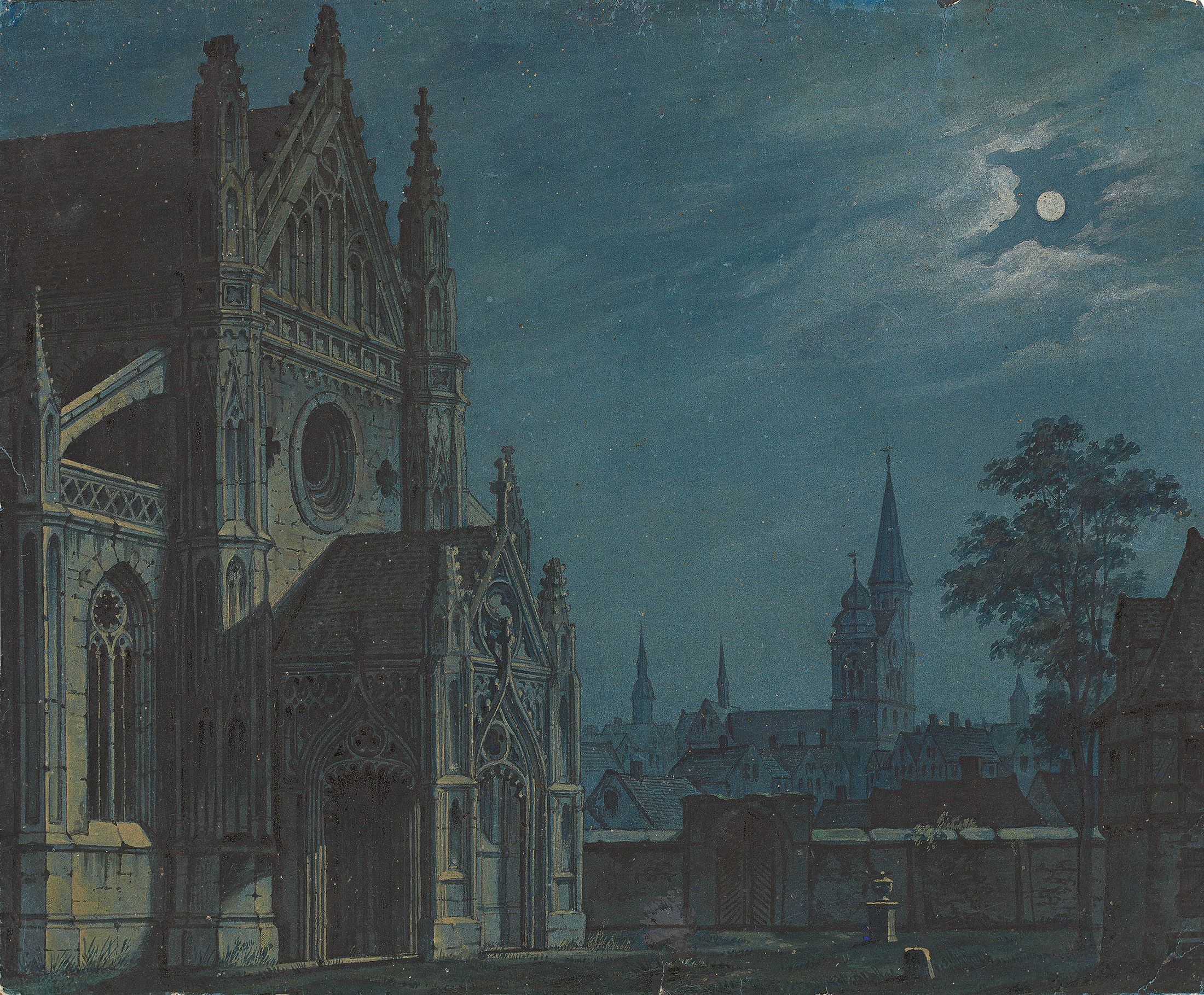
Mondschein über dem Hof einer gotischen Kirche mit reichem Maßwerk / Vorplatz einer gotischen Kirche bei Mondschein
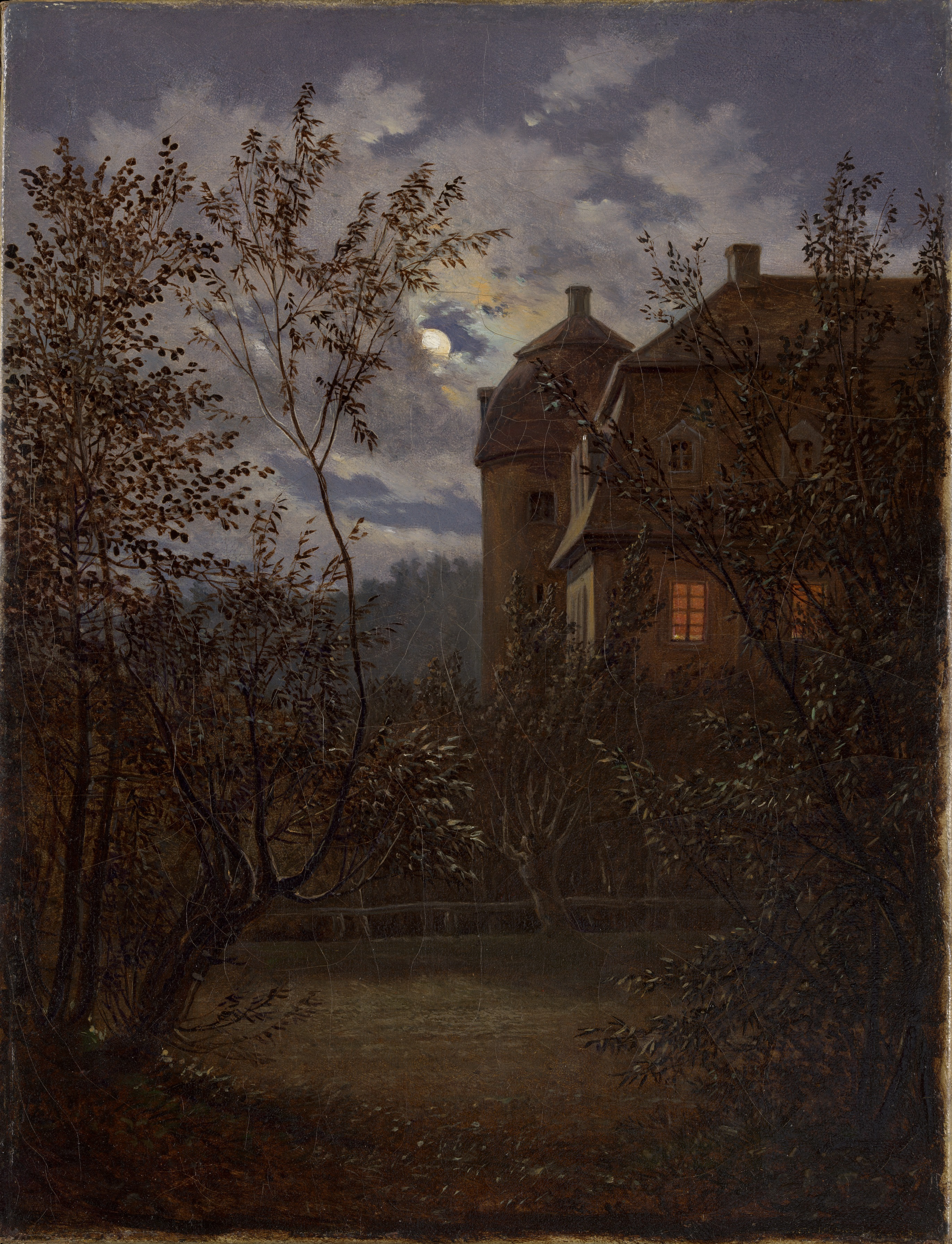
Schloss Milkel no Luar. c. 1833-1835
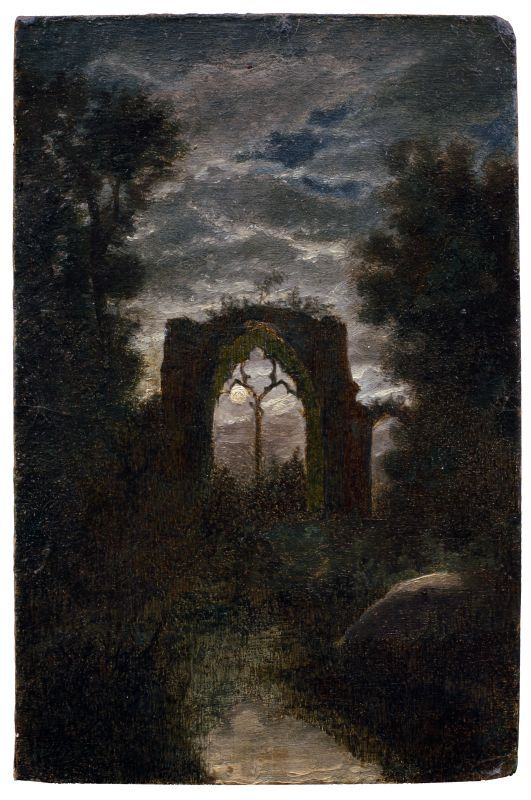
Ruínas da Abadia de Netley no luar. 1844
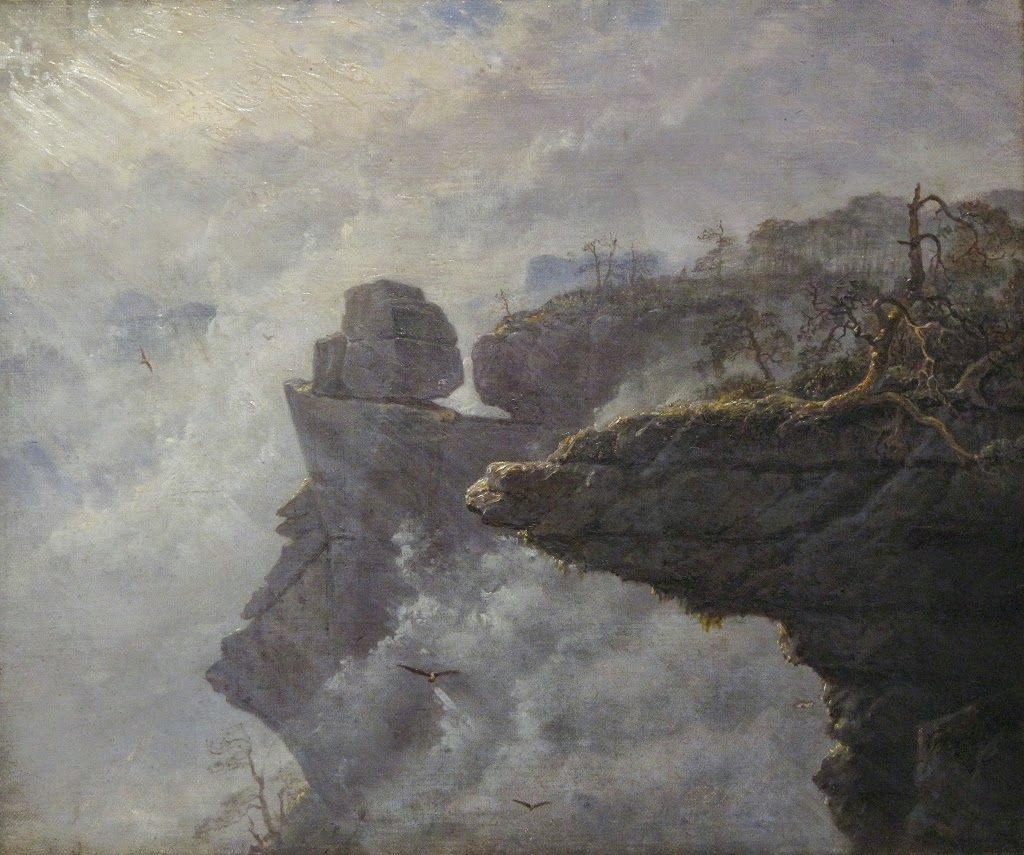
Nuvens de neblina nas terras altas saxãs. 1828
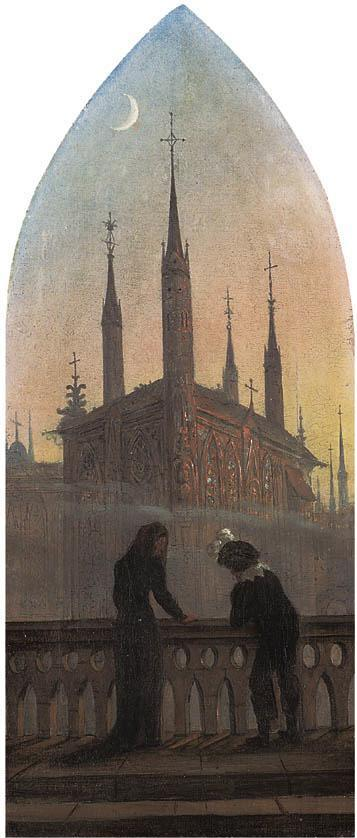
Personen in altdeutscher Tracht in Betrachtung einer mittelalterlichen Stadt
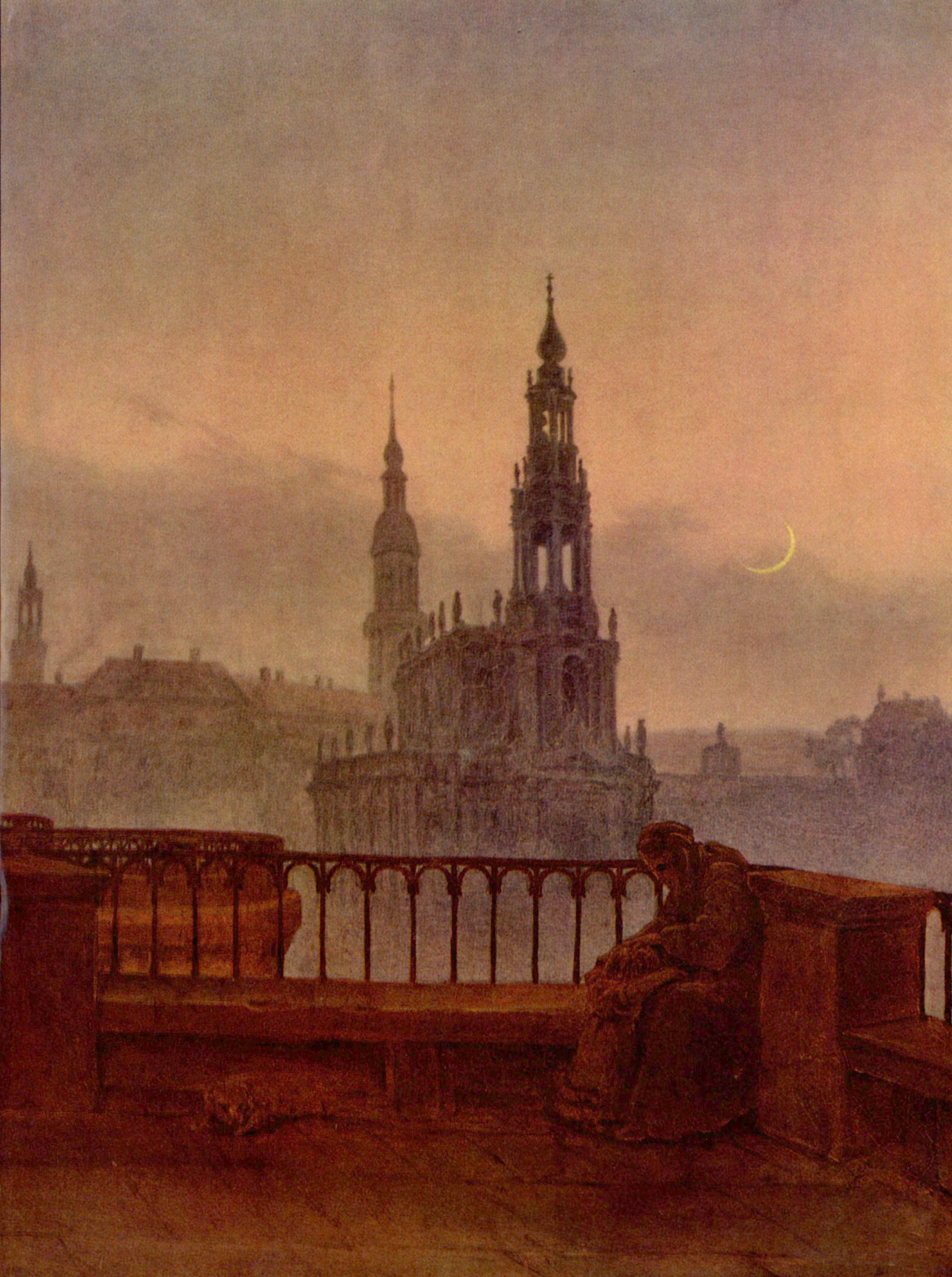
Vista de Dresden do Terraço de Brühl. 1830-1831
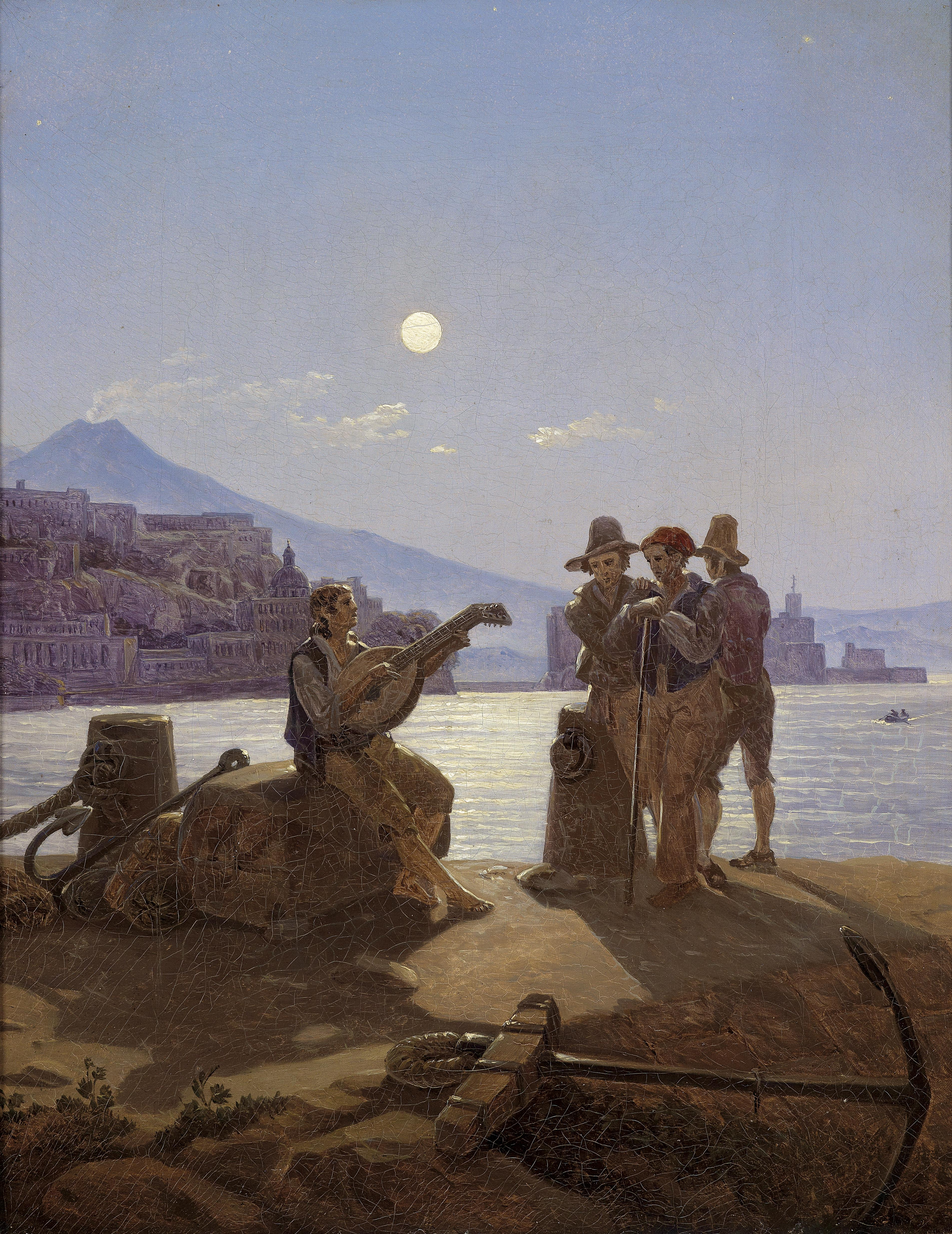
Pescadores italianos no porto de Nápoles. 1828-1829
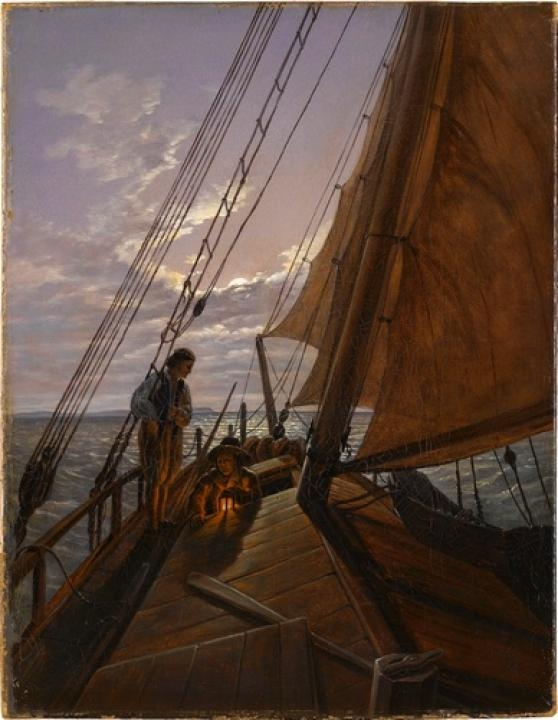
Veleiro. c. 1820
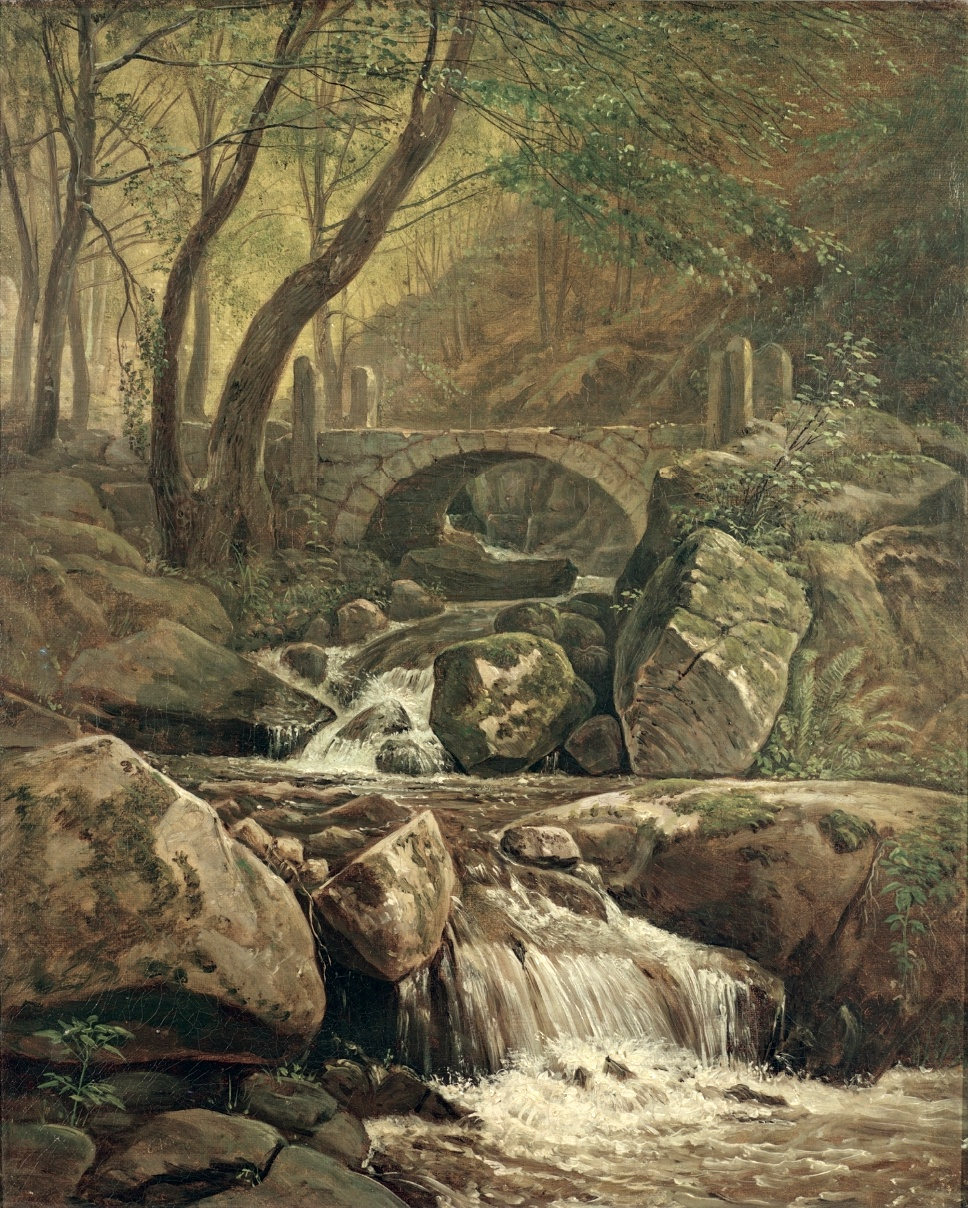
O Keppgrund perto de Hosterwitz (Dresden)
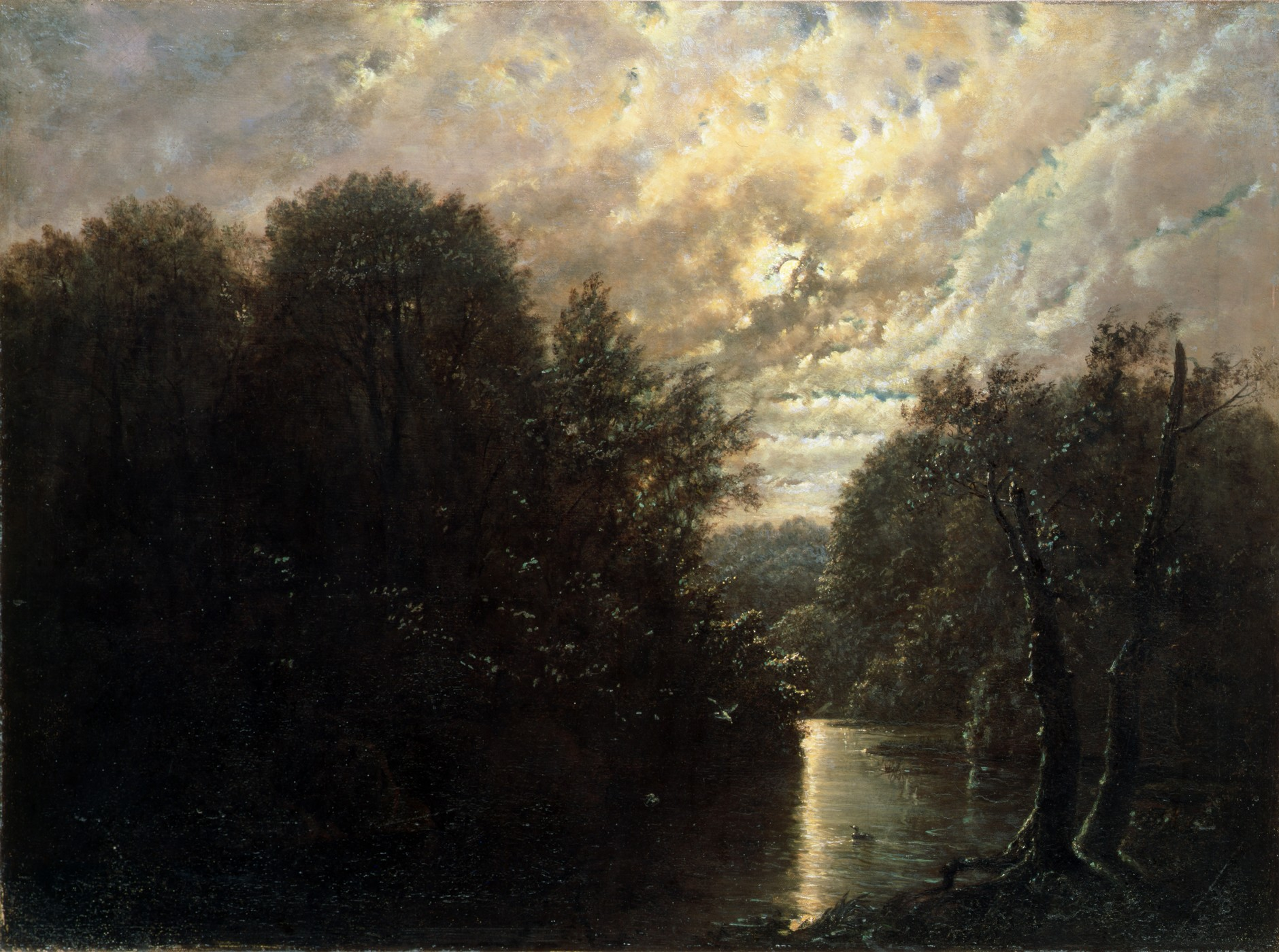
Paisagem de Rio no Rosental perto de Leipzig. c. 1838-1840
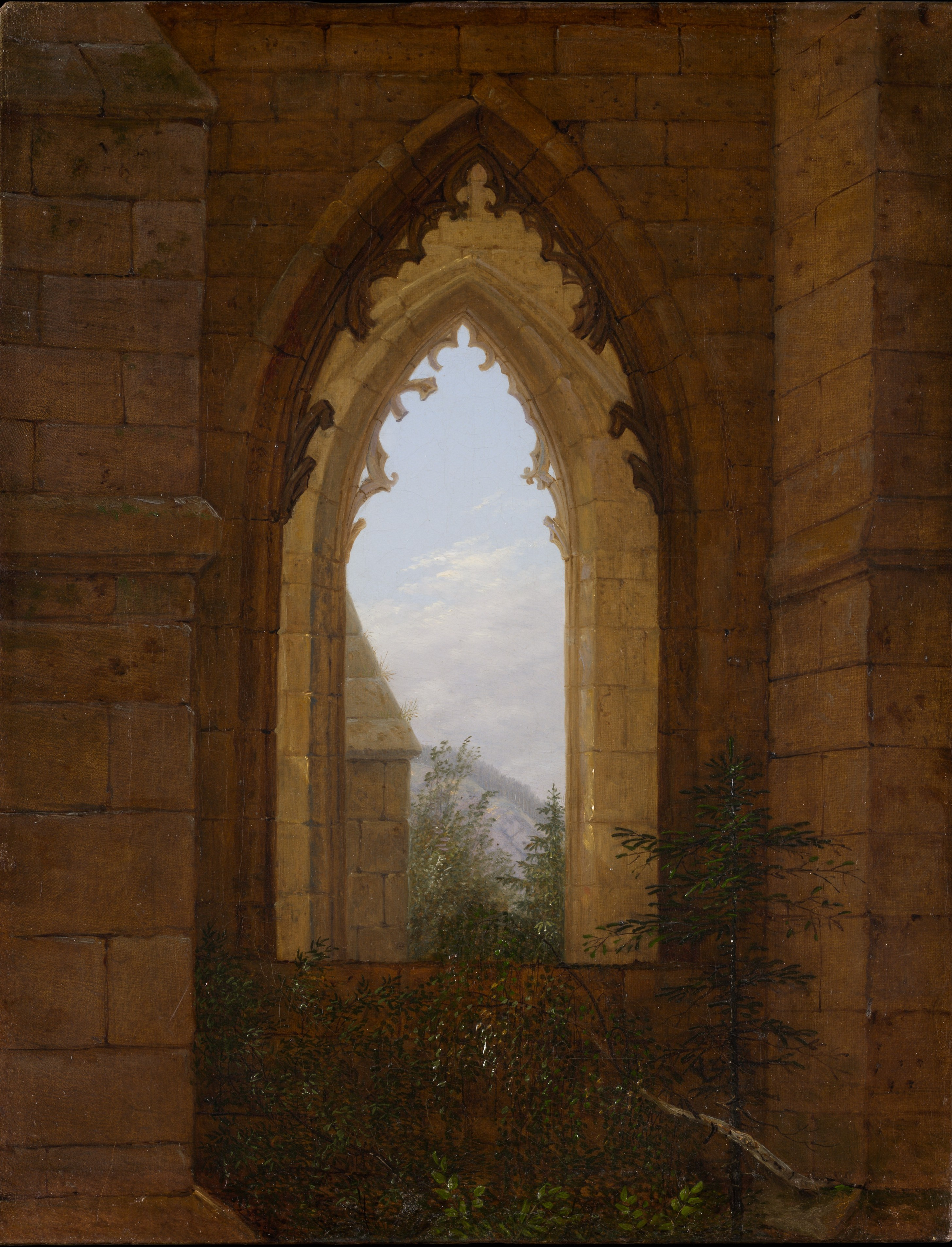
Janelas Góticas nas Ruínas do Monastério em Oybin. c. 1828
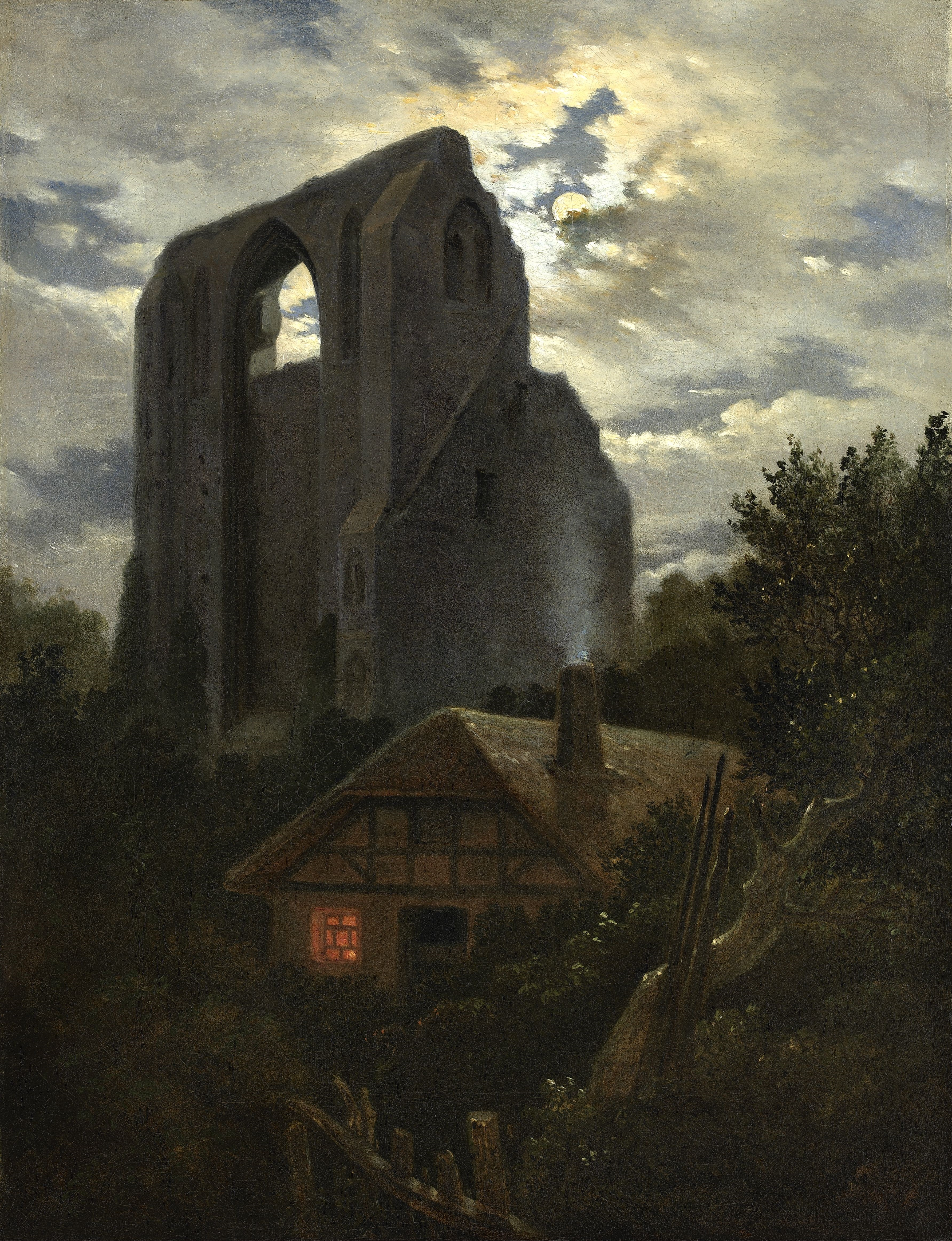
Ruínas do Monastério de Eldena com Chalé perto de Greifswal ao Luar. 1819-1820
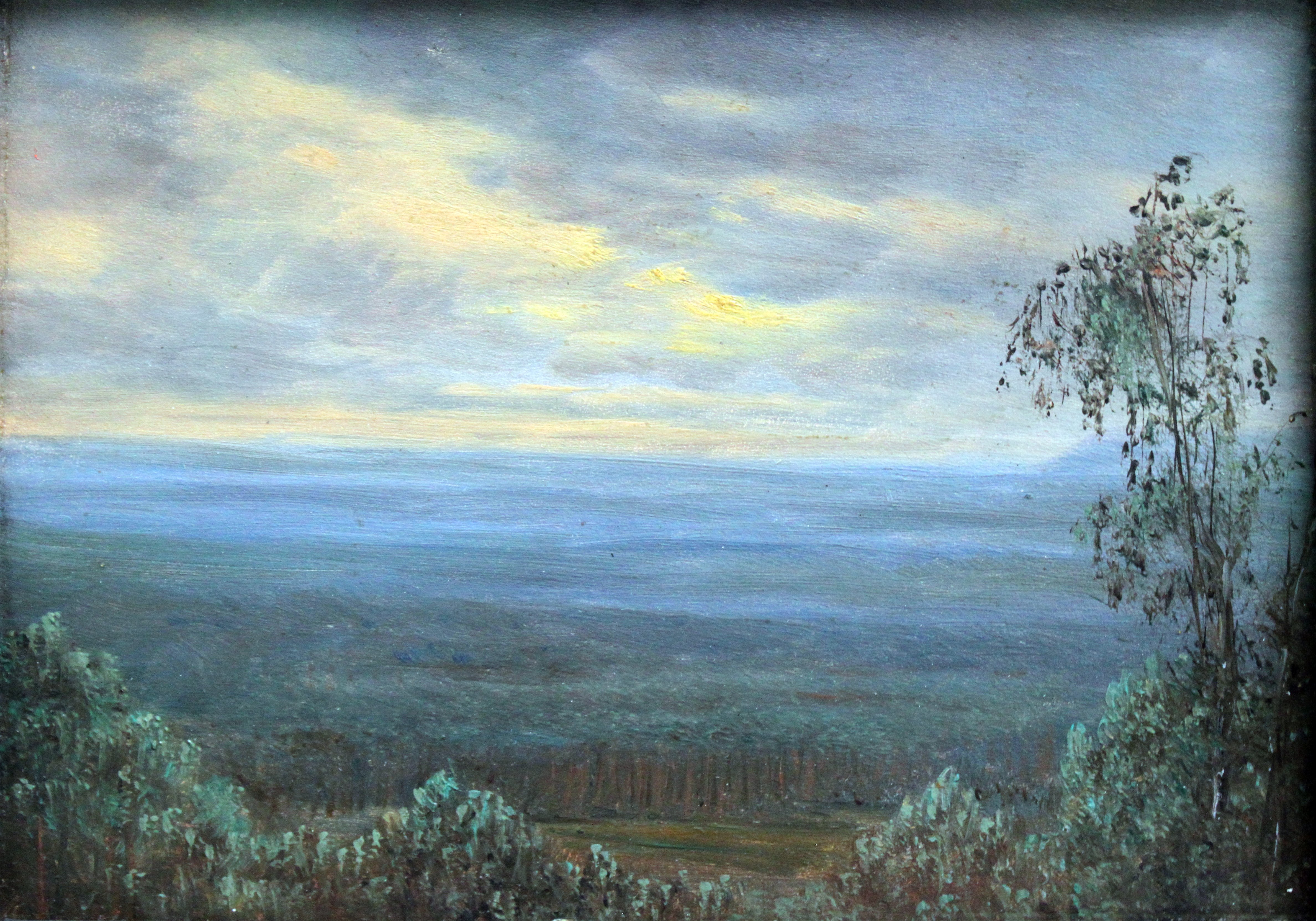
Neblina de manhã. c. 1825
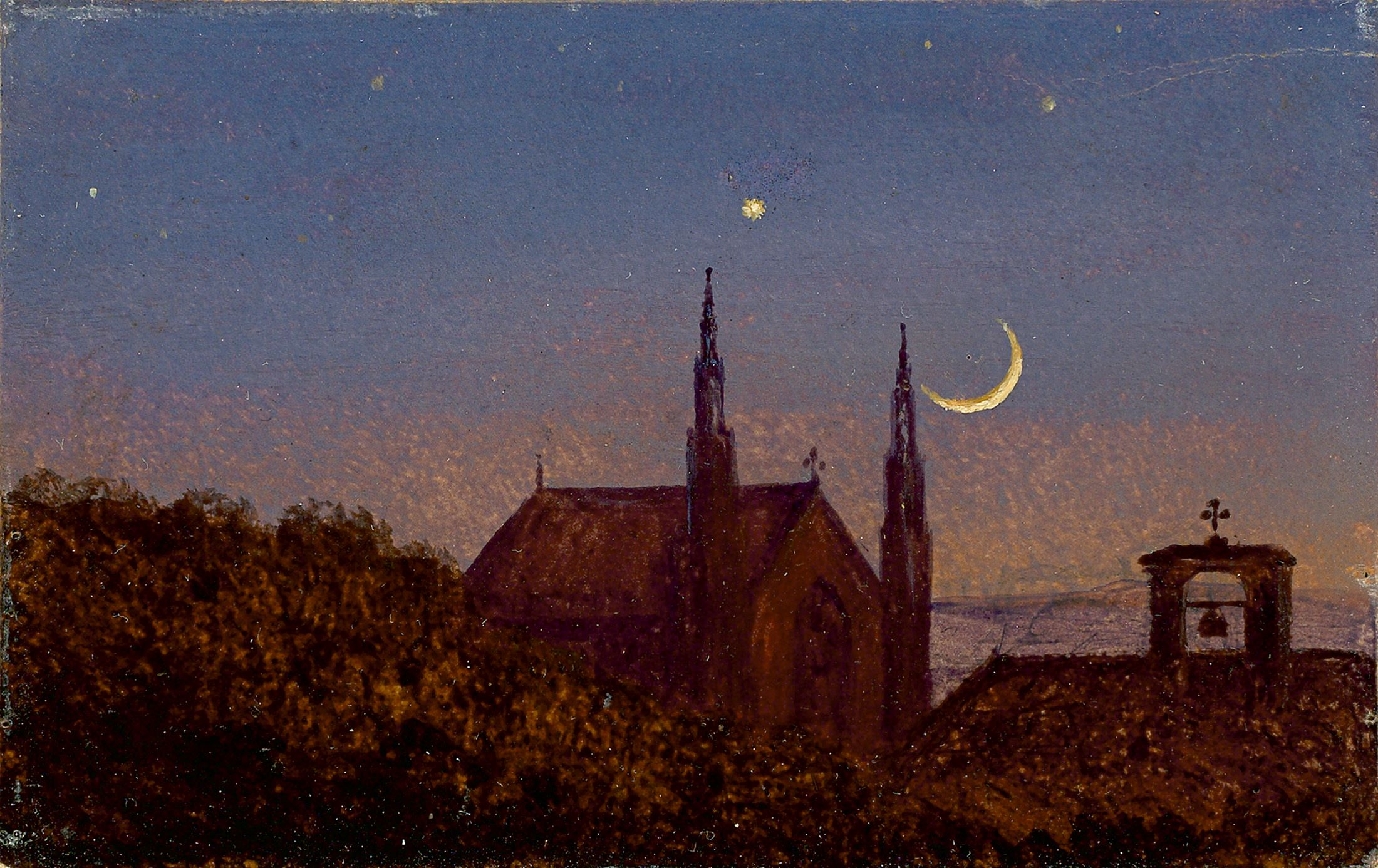
Igreja Gótica à Noite. c. 1840
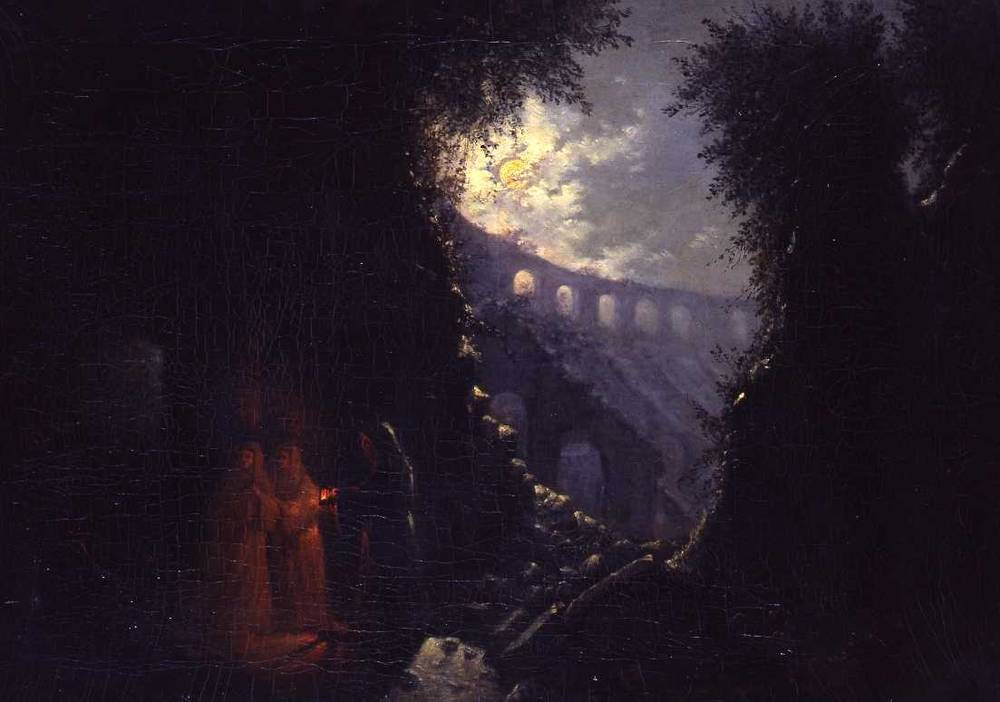
O Coliseu em Roma. c. 1828
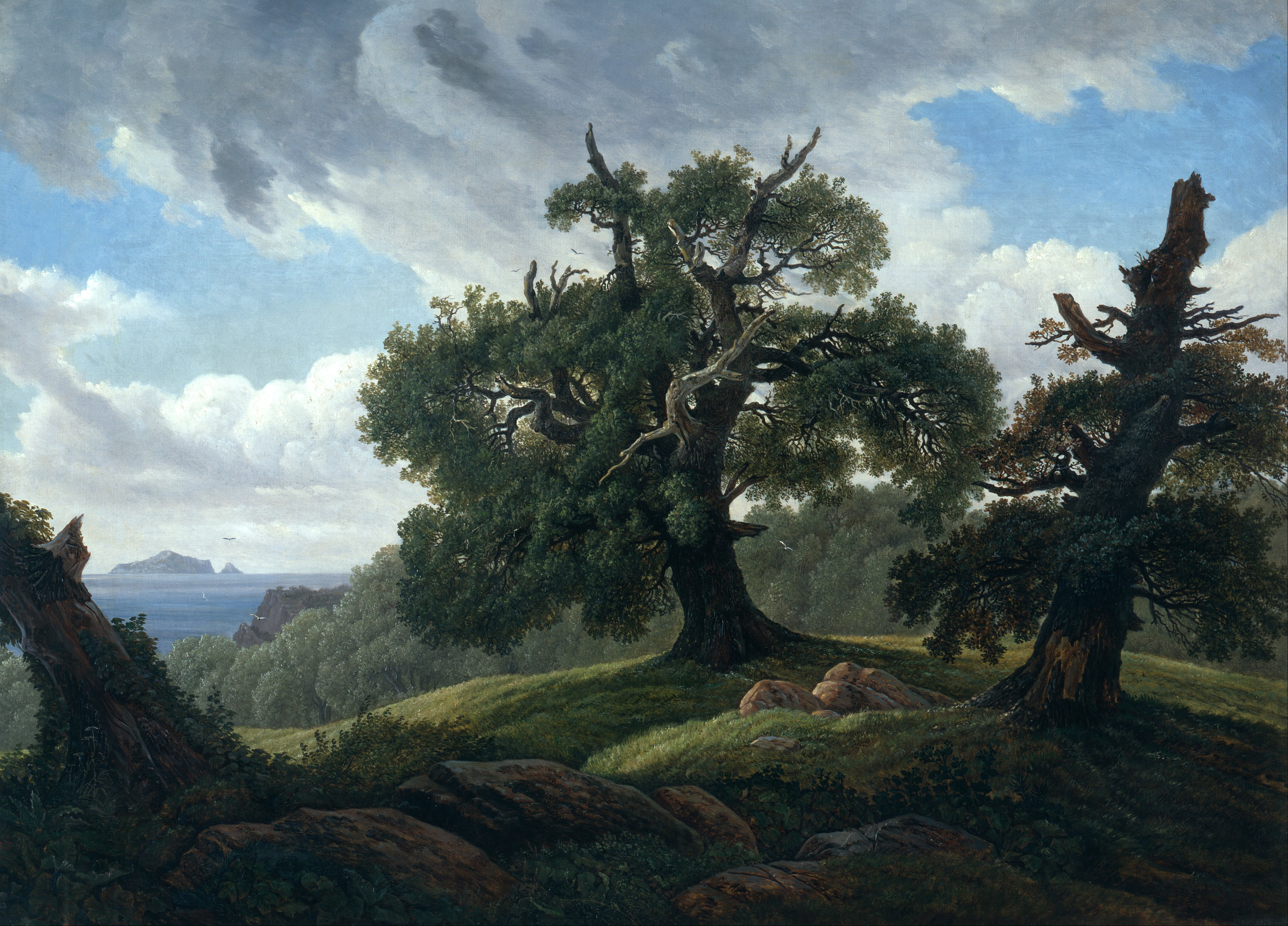
Memória de uma Ilha Arborizada no Mar Báltico (Carvalhos à Beira-mar)
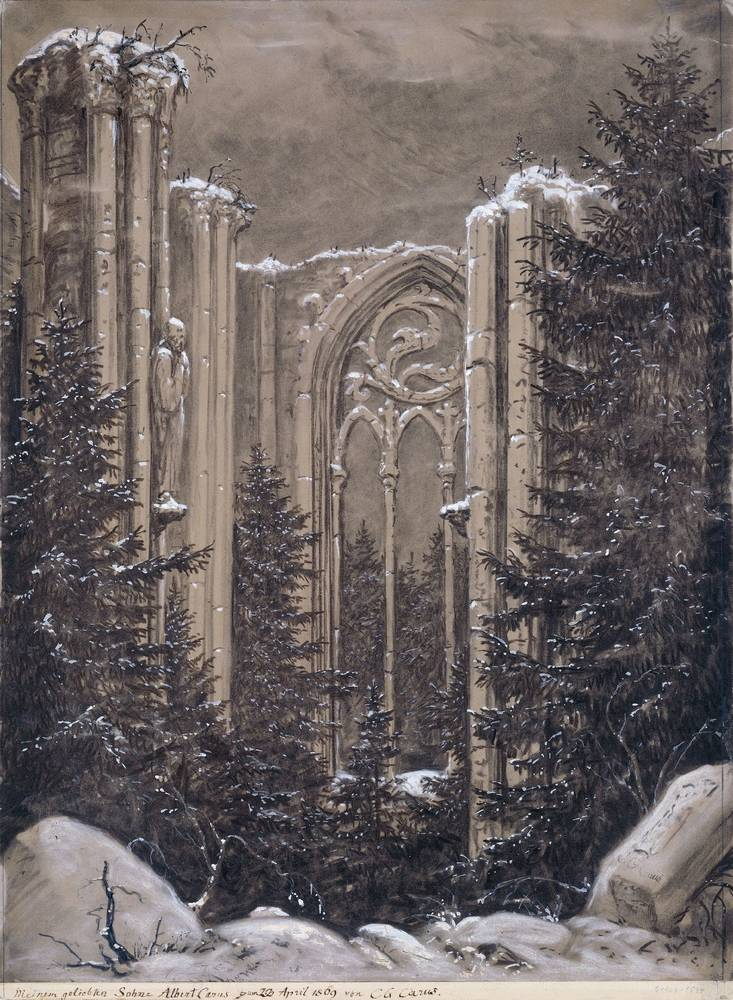
Uma ruína gótica em Kirche im Wald. 1869
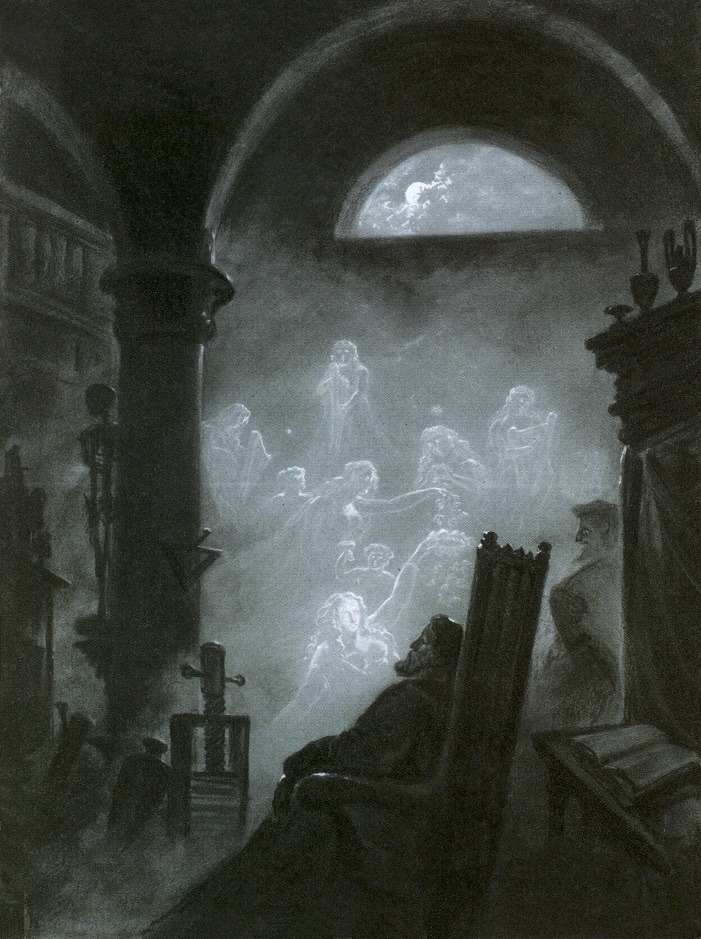
Sonho de Fausto, 1852
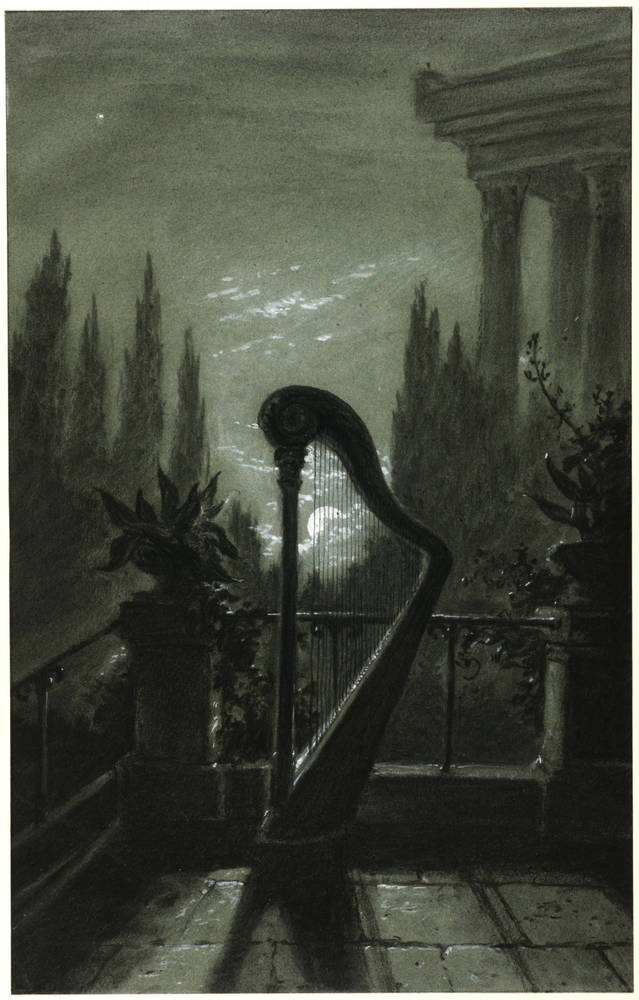
Alegoria da Música (Harpa à Noite). c. 1850-1862
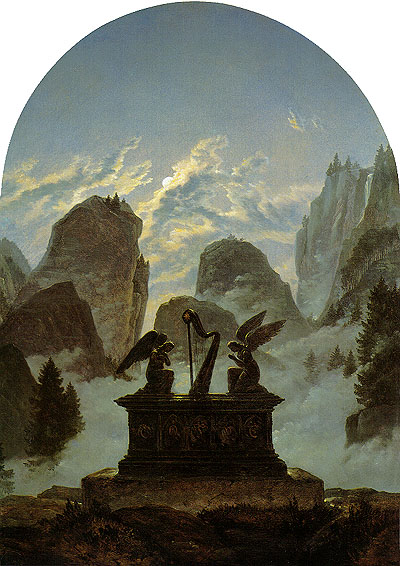
Memorial Monumento de Goethe. 1835
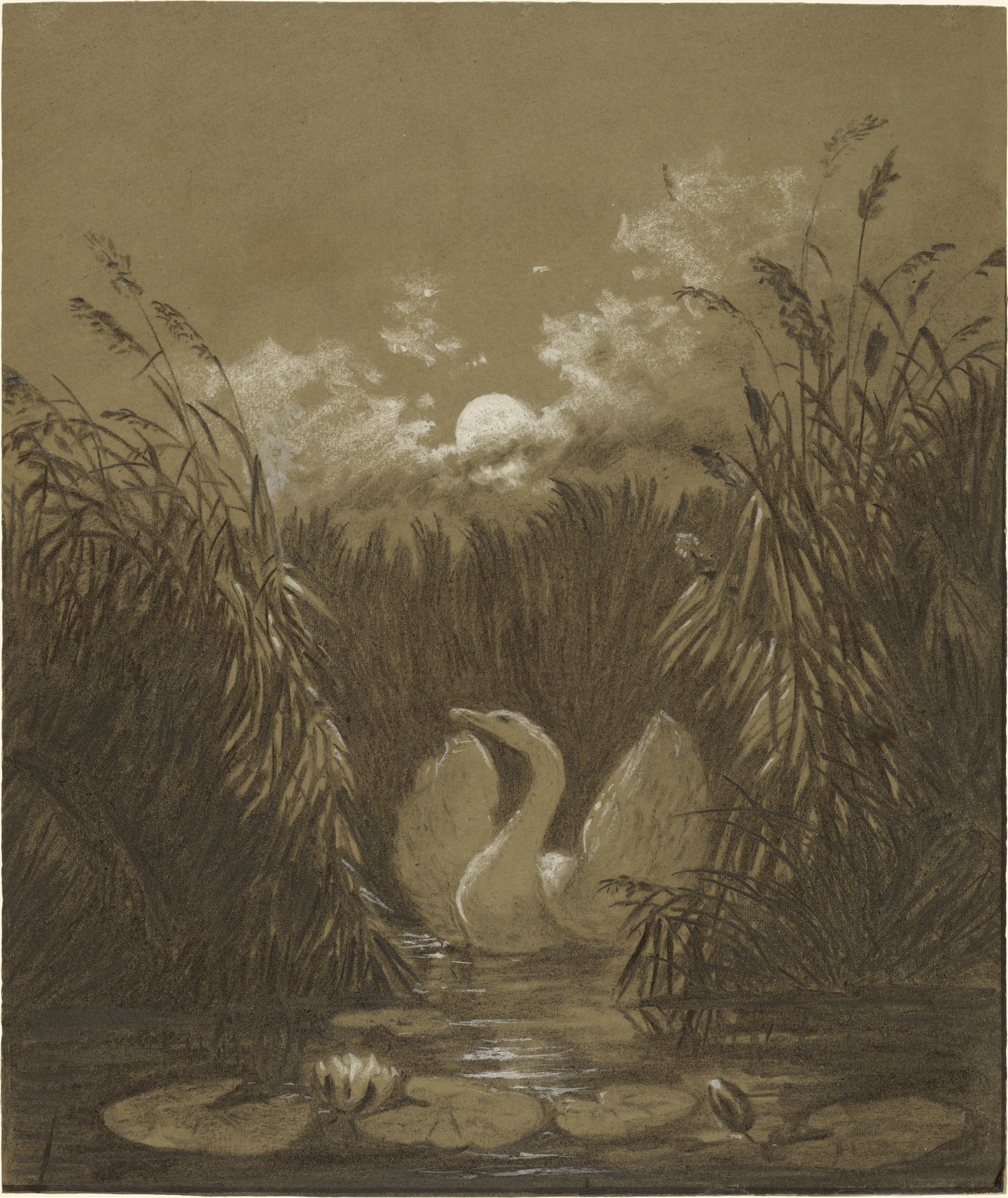
Um ganso entre os juncos, ao luar. 1852